# Lucrezia Borgia
Lucrezia Borgia (in catalano Lucrècia Borja; in spagnolo Lucrecia de Borja; in latino Lucretia Borgia; Subiaco, 18 aprile 1480 – Ferrara, 24 giugno 1519) è stata una nobildonna italiana di origini anche spagnole., figlia naturale di Papa Alessandro VI.
Figlia illegittima terzogenita di papa Alessandro VI (al secolo Rodrigo Borgia) e della sua amante Vannozza Cattanei, fu una delle figure femminili più controverse del Rinascimento italiano. Quando il padre ascese al soglio pontificio la dette inizialmente in sposa a Giovanni Sforza, ma pochi anni dopo, in seguito all'annullamento del matrimonio, Lucrezia sposò Alfonso d'Aragona, figlio illegittimo di Alfonso II di Napoli. Un ulteriore cambiamento delle alleanze, che avvicinò i Borgia al partito filofrancese, portò all'assassinio di Alfonso, su ordine di Cesare, fratello di Lucrezia.
Dopo un breve periodo di lutto, Lucrezia partecipò attivamente alle trattative per le sue terze nozze, quelle con Alfonso I d'Este, primogenito del duca Ercole I di Ferrara, il quale dovette, pur riluttante, accettarla in sposa. Alla corte estense Lucrezia fece dimenticare la sua origine di figlia illegittima del papa, i suoi due falliti matrimoni e tutto il suo passato burrascoso; infatti, grazie alla sua bellezza e alla sua intelligenza, si fece ben volere sia dalla nuova famiglia sia dalla popolazione ferrarese.
Perfetta castellana rinascimentale, acquistò la fama di abile politica e accorta diplomatica. Il marito le affidava la conduzione amministrativa del ducato quando doveva assentarsi da Ferrara. Fu anche un'attiva mecenate, accogliendo a corte poeti e umanisti come Ludovico Ariosto, Pietro Bembo, Gian Giorgio Trissino ed Ercole Strozzi.
Dal 1512, per le sventure che colpirono lei e la casa ferrarese, iniziò a indossare il cilicio, s'iscrisse al Terz'ordine francescano, si legò ai seguaci di San Bernardino da Siena e di Santa Caterina e fondò il Monte di Pietà di Ferrara per soccorrere i poveri. Morì nel 1519, a trentanove anni, per complicazioni dovute a un parto.
La figura di Lucrezia ha assunto diverse sfumature nel corso dei periodi storici. Per una certa storiografia, soprattutto ottocentesca, i Borgia hanno finito per incarnare il simbolo della spietata politica machiavellica e la corruzione sessuale attribuita ai papi rinascimentali. La stessa reputazione di Lucrezia si offuscò in seguito all'accusa di incesto, rivolta da Giovanni Sforza alla famiglia della moglie, a cui si aggiunse in seguito la fama di avvelenatrice, dovuta in particolare alla tragedia omonima di Victor Hugo, musicata in seguito da Gaetano Donizetti: in questo modo la figura di Lucrezia venne associata a quella di femme fatale partecipe dei crimini commessi dalla propria famiglia. La storiografia successiva ha tuttavia ridimensionato notevolmente tali aspetti, parlando di "leggenda nera" ai suoi danni, nata inizialmente per ragioni politiche.

## Famiglia

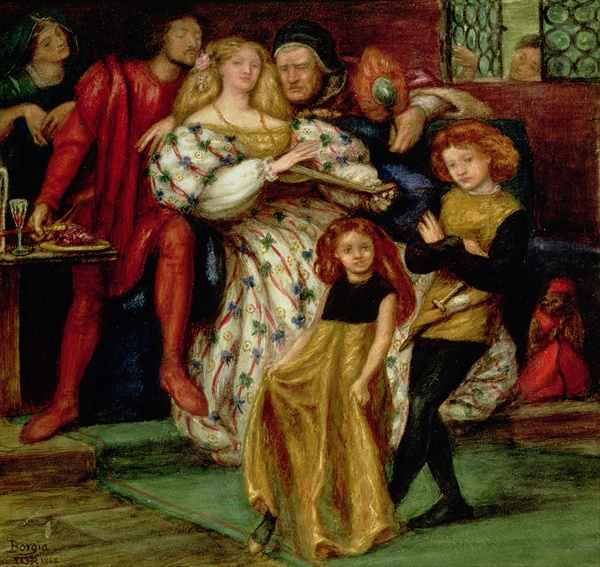
La famiglia Borgia; dipinto di Dante Gabriel Rossetti (1863)

Nacque a Subiaco il 18 aprile 1480, terza figlia del cardinale spagnolo Rodrigo Borgia, arcivescovo di Valencia, che nel 1492 sarebbe stato eletto Papa della Chiesa cattolica con il nome di Alessandro VI. La madre era invece una donna mantovana, Vannozza Cattanei, amante di Rodrigo per ben quindici anni.
La bambina venne battezzata Lucrezia e fu l'unica figlia femmina che Rodrigo ebbe da Vannozza. Della famiglia facevano già parte due fratelli Cesare e Giovanni e, due anni dopo, si sarebbe aggiunto il piccolo Goffredo. Rodrigo, pur riconoscendoli segretamente al momento della nascita, nascose bene, almeno inizialmente, l'esistenza dei figli, tanto che un messo mantovano, nel febbraio 1492, parlava di Cesare e Giovanni come nipoti del cardinale.
I piccoli Borgia furono molto influenzati dalle origini valenciane e molto legati fra loro. In particolare Lucrezia si legò con maggiore intimità a Cesare e tra di loro esisteva un sentimento di reciproco amore e fedeltà. Tuttavia la consapevolezza di essere considerati con sprezzo stranieri potenziò il senso di coesione dei Borgia fra loro, tanto che assunsero ai loro servizi soprattutto parenti o connazionali, convinti che fossero gli unici di cui potersi veramente fidare.
Probabilmente i primi anni Lucrezia visse con Vannozza nella casa in piazza Pizzo di Merlo a Roma. Era molto amata dal padre che, secondo alcuni cronisti, le voleva bene «in superlativo grado». Con la madre invece Lucrezia ebbe sempre un rapporto distaccato. In seguito venne affidata alle cure di una cugina del padre, Adriana Mila, vedova del nobile Ludovico Orsini. Questa capofamiglia si assoggettava interamente agli interessi di Rodrigo, fungendo da guardiana di Lucrezia e favorendo la relazione del cardinale con la quattordicenne Giulia Farnese Orsini, sua nuora. La grande amicizia che nacque fra Giulia e Lucrezia permise a quest'ultima di non addolorarsi alla partenza di Cesare per l'università di Perugia e alla morte del fratellastro Pier Luigi.
Lucrezia crebbe, come le altre figure femminili della sua famiglia, completamente assoggettata al «potere e predominio sessuale maschile» di suo padre. Possedeva la stessa sensualità e l'indifferenza alla morale sessuale del padre e dei fratelli, ma sapeva anche dimostrarsi gentile e compassionevole.

## Biografia

### Giovinezza
Allevata da Adriana, Lucrezia ricevette un'istruzione completa: grazie a bravi precettori, fra cui anche Carlo Canale (ultimo marito di Vannozza) che la iniziò alla poesia, imparò lo spagnolo, il francese, l'italiano e un po' di latino, ma anche la musica, la danza, il disegno e il ricamo. Le venne insegnato anche a esprimersi con eleganza ed eloquenza. Nel convento di San Sisto apprese inoltre le pratiche religiose.
All'età di undici anni venne promessa in moglie due volte a pretendenti spagnoli: il cardinale Borgia aveva infatti immaginato un avvenire in Spagna per i suoi figli. Nel febbraio del 1491 il prescelto fu inizialmente Don Cherubino Juan de Centelles, con un contratto che prevedeva una dote di 30 000 timbres valenciani, suddivisi in parte in denaro e in parte in gioielli, dono alla sposa da parte della famiglia Borgia, firmato il 26 febbraio 1491; due mesi dopo Rodrigo stipulò nuovi patti nuziali con un altro valenciano, Gaspare di Procida, figlio del conte di Aversa, ma nel 1492, in seguito all'elezione al trono pontificio con il nome di Alessandro VI, ruppe entrambi i fidanzamenti in cambio di ricompense verso le famiglie dei due pretendenti.
Divenuto papa Alessandro VI, i piani matrimoniali riguardanti Lucrezia subirono un profondo mutamento: potendo adesso mirare ben più in alto di semplici nobili spagnoli, il pontefice cercò di accasare la figlia in Italia, con la visione di stringere potenti alleanze politiche con le famiglie signorili. All'epoca infatti vi era un proliferare di alleanze tra le famiglie regnanti italiane e i Borgia approfittarono di tale situazione per i loro progetti di dominio sulla penisola. Fu il cardinale Ascanio Sforza a proporre al Papa il nome di suo nipote, Giovanni Sforza, il ventisettenne signore di Pesaro, feudo papale. Grazie a queste nozze, Alessandro VI avrebbe stipulato un'alleanza con la potente famiglia Sforza, istituendo una lega difensiva dello Stato della Chiesa (25 aprile 1493) a prevenzione dell'imminente invasione francese per opera di Carlo VIII, a discapito del Regno di Napoli.
In questo periodo il Papa donò a Lucrezia il palazzo di Santa Maria in Portico. Adriana Mila dirigeva la casa della nipote, con Giulia Farnese in funzione di dama da compagnia. Ben presto la casa divenne un punto di ritrovo mondano, frequentato da parenti, amici, adulatori, nobili gentildonne e inviati di case principesche. Fra questi inviati, mentre era in visita a Roma nel 1492, giunse da Lucrezia anche Alfonso d'Este, colui che sarebbe diventato il suo terzo marito.

### Contessa di Pesaro

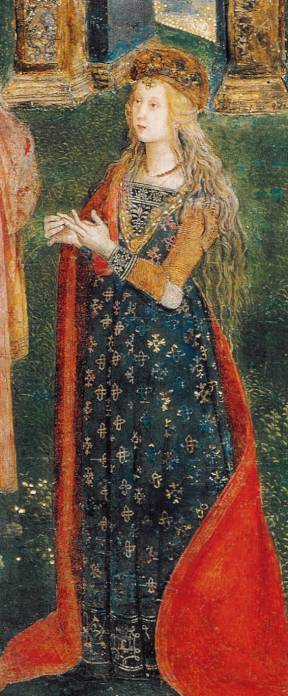
Presunto ritratto di Lucrezia Borgia nella Disputa di Santa Caterina del Pinturicchio. L'affresco si trova nell'Appartamento Borgia.

Il 2 febbraio 1493, fu celebrato il matrimonio per procura tra la dodicenne Lucrezia e il ventiseienne Giovanni Sforza. Il 2 giugno 1493, quando il conte di Pesaro arrivò a Roma, i due futuri sposi s'incontrarono per la prima volta. Il 12 giugno vennero celebrate le nozze religiose nell'Appartamento Borgia. La grazia di Lucrezia venne lodata dai relatori del tempo: «Porta la persona così soavemente che par non si mova». Dopo una fastosa cena, Lucrezia non venne condotta al talamo nuziale com'era consuetudine, perché il Papa non volle che il matrimonio fosse consumato prima di cinque mesi, forse a causa dell'acerbità fisica della sposa o forse per riservarsi la possibilità di annullarlo in caso di un cambiamento nei suoi obiettivi politici. I primi di agosto, per timore della peste che aveva colpito la città, Giovanni Sforza lasciò Roma e non è chiaro se Lucrezia lo seguì.
Seppur divenuta contessa di Pesaro, per Lucrezia non era cambiato nulla se non la posizione sociale: essere una donna maritata le aveva assegnato un'importanza maggiore. Pur continuando a passare le giornate dedicandosi a vari svaghi, iniziò a ricevere omaggi, riverenze e suppliche di intercessioni presso il Papa, e pur essendo giovane dimostrava già palesemente una notevole maturità: un contemporaneo la descrive infatti come una «dignitissima madonna». Il marito tornò a Roma prima di Natale e passò le festività con la moglie, ma in quel periodo il Papa mutò alleanze schierandosi a fianco degli aragonesi di Napoli, attraverso il matrimonio fra Goffredo Borgia con Sancia d'Aragona: in questo modo non riconobbe le pretese di Carlo VIII di Francia per il dominio sulle terre napoletane.
Dopo qualche mese Lucrezia accompagnò il marito a Pesaro, seguita da Adriana e Giulia che avevano l'obbligo di vigilarla. Arrivarono a Pesaro l'8 giugno dove la nobiltà locale offrì una buona accoglienza alla nuova contessa e lo Sforza soddisfaceva ogni desiderio delle sue ospiti. Lucrezia si divertì molto a Pesaro, tanto da dimenticare di scrivere con regolarità al padre in difficoltà, e divenne molto amica della bella Caterina Gonzaga, moglie di Ottaviano da Montevecchio, che sfruttò questa relazione per favorire e proteggere la propria famiglia. Poco dopo, Lucrezia fu rimproverata dal padre per non aver impedito ad Adriana e Giulia di recarsi a Capodimonte al capezzale di Angelo Farnese, fratello di Giulia, da cui giunsero però troppo tardi. Lucrezia rispose a tono alle accuse paterne, dimostrando di aver compreso perfettamente la situazione politica in cui si trovava il papa.
Durante l'invasione in Italia dell'esercito francese guidato da Carlo VIII, Lucrezia rimase al sicuro a Pesaro, conducendo una vita lussuosa. Alessandro VI riuscì, attraverso la sua abilità diplomatica e le lusinghe, a non subire danni dall'invasione francese e poco dopo creò una Lega Santa contro la Francia (31 marzo 1495): l'esercito della coalizione, guidato da Francesco Gonzaga marchese di Mantova, sconfisse quello francese nella battaglia di Fornovo. Lucrezia tornò a Roma dopo la Pasqua di quell'anno, mentre la posizione del marito si faceva sempre più ambigua: il Papa gli aveva ordinato di lasciare Pesaro e di porsi al suo servizio, mentre Giovanni intendeva porsi interamente sotto la guida di Ludovico il Moro.
Nel marzo 1496 Lucrezia conobbe Francesco Gonzaga, quando quest'ultimo si stava recando a Napoli con l'esercito della Lega Santa. Quando anche Giovanni Sforza lasciò Roma con il suo esercito per aiutare il marchese, dopo aver preso vari soldi al Papa e rifiutato più volte di partire, circolarono preoccupanti dicerie riguardo alle sue nozze; l'ambasciatore mantovano scrisse: «Forse ha in casa quello che altri non pensano» aggiungendo ambiguamente che aveva lasciato Lucrezia «sotto il manto apostolico». In maggio giunsero a Roma Goffredo e Sancia, che fino ad allora avevano vissuto a Napoli, e nel giro di poco tempo le due cognate divennero buone amiche.

### Gli anni degli scandali

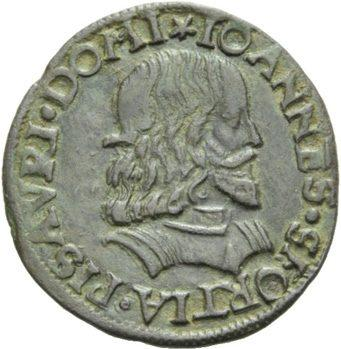
Giovanni Sforza, conte di Pesaro. Primo marito di Lucrezia Borgia.

Il 26 marzo 1497, giorno di Pasqua, Giovanni Sforza fuggì da Roma. Questa fuga improvvisa si disse fosse dovuta al timore per lo Sforza di essere ucciso dai Borgia e che fosse stata la stessa Lucrezia a far avvertire il marito. Alessandro VI intimò al genero di tornare, ma egli rifiutò varie volte. Ludovico il Moro cercò una mediazione con il signore di Pesaro chiedendogli il vero motivo della fuga, e lo Sforza rispose che il Papa era furioso con lui e che, senza motivo, impediva che la moglie lo raggiungesse. In seguito il Moro seppe delle minacce che il Papa aveva fatto a Giovanni e rimase sorpreso nel ricevere dal pontefice la richiesta di convincere Giovanni a tornare a Roma. Il 1º giugno infine il cardinale Ascanio Sforza informò il Moro che il Papa era intenzionato a sciogliere le nozze.
Per ottenere la separazione il Papa affermò che il matrimonio non era valido perché Lucrezia era già promessa al signore di Procida Gaspare d'Aversa e che, in ogni caso, lo Sforza era impotente e quindi non aveva consumato le nozze: in questo modo si poté avviare un processo per annullamento. Giovanni Sforza allora accusò il Papa di incesto con la figlia. Ludovico il Moro fece cadere l'insinuazione per evitare clamori e propose al cugino di dimostrare di essere in grado di consumare il matrimonio, una prova innanzi a testimoni (un rapporto sessuale con sua moglie o altre donne davanti a testimoni accettati da entrambe le parti) ma Giovanni si oppose. Nel frattempo Lucrezia si rifugiò nel convento di San Sisto, per sfuggire al clamore suscitato dalla sua vicenda matrimoniale. Nel convento, alla metà di giugno, ricevette la notizia dell'omicidio di suo fratello Giovanni, il cui mandante non fu mai ufficialmente scoperto.
Poco dopo, la famiglia Sforza tolse ogni sostegno al conte di Pesaro per evitare che il Papa si arrabbiasse ulteriormente per il temporeggiare di Giovanni ad acconsentire all'annullamento. Non avendo scelta, il conte firmò davanti a testimoni sia una confessione di impotenza sia il documento di nullità (18 novembre 1497). Lucrezia confermò tutto ciò che il padre le aveva fatto firmare riguardo alla mancata consumazione delle nozze davanti ai giudici canonici, che soddisfatti la dichiararono virgo intacta, senza neppure farla visitare dalle matrone (12 dicembre 1497). Lucrezia li ringraziò in latino, «con tanta gentilezza che se fosse stata un Tullio Cicerone non avrebbe potuto dire più argutamente e con maggiore grazia», riportò Stefano Taverna, ambasciatore milanese.
Il clamore suscitato dalla vicenda dell'annullamento delle sue nozze comportò un alto prezzo per la reputazione di Lucrezia: in pochi credevano all'impotenza del conte di Pesaro e all'idea ch'ella fosse vergine: prese così piede l'accusa d'incesto rivolta verso la famiglia Borgia. Pochi mesi più tardi, Lucrezia fu coinvolta in un nuovo scandalo. Il 14 febbraio 1498 fu infatti ritrovato nel Tevere il cadavere di Pedro Calderón detto Perotto, giovane servitore spagnolo e favorito del Papa. Secondo il maestro delle cerimonie papali Burcardo il giovane «era caduto nel Tevere non certo di sua iniziativa», aggiungendo che «in città si è fatto un gran parlare». Nei suoi Diarii, il veneziano Marin Sanudo racconta che insieme a Perotto sarebbe stato ritrovato anche il corpo di una delle dame di Lucrezia di nome Pantasilea. Molti relatori indicarono Cesare come mandante del duplice omicidio per ragioni strettamente attinenti a Lucrezia, che probabilmente era rimasta incinta del giovane spagnolo. Dal momento che in quel periodo si stavano organizzando le seconde nozze di Lucrezia, Cesare non avrebbe infatti permesso a nessuno di intralciare i progetti suoi e del padre sulla sorella e per questo si sarebbe vendicato sulle persone responsabili della vicenda.
In un rapporto datato 18 marzo, un relatore ferrarese informò il duca Ercole del parto della figlia del Papa. Di questo bambino che sarebbe nato nel convento di San Sisto e la cui esistenza sarebbe provata secondo alcuni storici dalla tragica fine di Perotto e Pantasilea, non si seppe più nulla. Alcuni storici l'hanno identificato con l'Infans Romanus, Giovanni Borgia, figlio d'Alessandro VI e quindi fratellastro di Lucrezia, nato in quel periodo, che ella accudirà sempre con grande affetto.

### Duchessa di Bisceglie

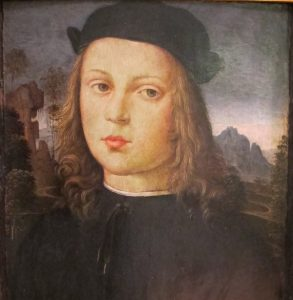
Ritratto di Alfonso d'Aragona, secondo marito di Lucrezia Borgia, a sette anni eseguito dal Pinturicchio

Quando Lucrezia tornò nel palazzo di Santa Maria in Portico le trattative per le sue seconde nozze si erano già concluse. Con una dote fissata a 40 000 ducati d'oro avrebbe sposato Alfonso d'Aragona, figlio illegittimo di Alfonso II di Napoli, e fratello di Sancia. Il matrimonio, organizzato dal Papa e da Cesare che aveva gettato la porpora cardinalizia, sarebbe servito per avvicinare i Borgia al trono di Napoli, unitamente al matrimonio ben più gratificante fra Cesare e Carlotta d'Aragona, figlia legittima di Federico I di Napoli: queste ultime nozze però non avvennero, con gran disappunto del Papa. Così Cesare, recatosi alla corte di Luigi XII di Francia, sposò Charlotte d'Albret, sorella del re di Navarra.
Le nozze di Lucrezia si svolsero, davanti a pochi intimi, nell'Appartamento Borgia il 21 luglio 1498. Per Lucrezia, che subito s'innamorò del marito, la figura del diciassettenne duca di Bisceglie non era del tutto estranea, poiché la sorella Sancia ne aveva più volte tessuto le lodi di fronte a lei: i contemporanei poi erano unanimi nel riconoscerlo «l'adolescente più bello che si sia mai visto a Roma». Nei mesi successivi, gli sposi vissero serenamente tenendo una corte brillante, ricevendo poeti e letterati dell'«Accademia Romana», come Tommaso Inghirami, Antonio Mancinelli, Vincenzo Calmeta e Bernardo Accolti; i più importanti artisti di Roma come Michelangelo, il Pollaiuolo, il Pinturicchio; predicatori famosi come Mariano da Genazzano, frate Egidio da Viterbo, Raffaele Brandolini, ex precettore del duca di Bisceglie; ma anche membri di importanti famiglie nobili, come i Massimo, gli Altieri e i Santacroce. Alla fine di quell'anno, stando a un informatore di Ludovico il Moro, Lucrezia era una delle persone più influenti presso il pontefice, assieme ai cardinali di Capua e Borgia.

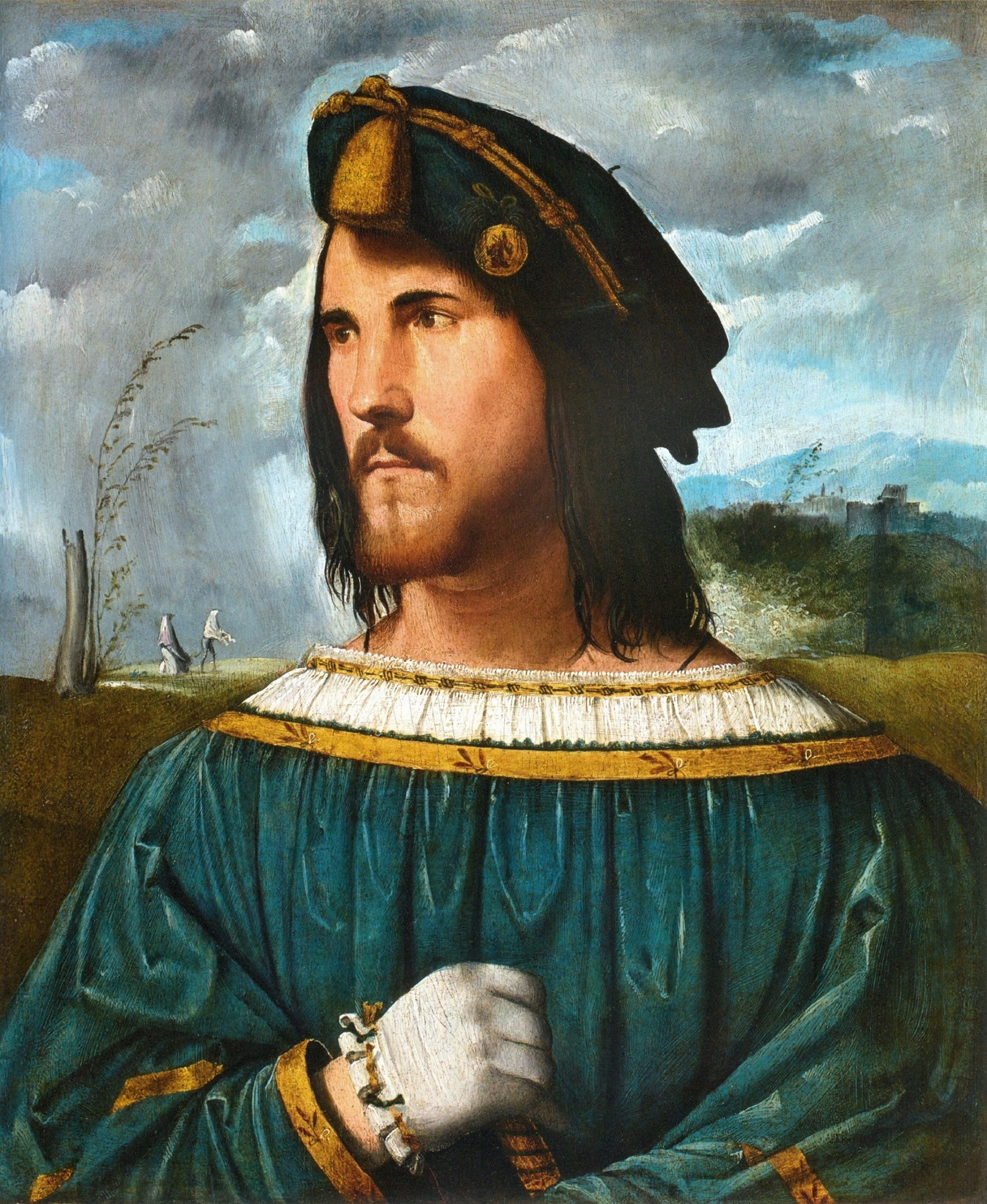
Presunto ritratto di Cesare Borgia. Dipinto di Altobello Melone, conservato nell'Accademia Carrara.

Il 9 febbraio 1499, Lucrezia ebbe un aborto a causa di una caduta. Questa perdita non scoraggiò i due sposi: due mesi dopo Lucrezia era nuovamente incinta. In quel periodo la notizia del matrimonio di Cesare con Charlotte d'Albret rallegrò Lucrezia, ma non Alfonso e Sancia poiché capirono che le alleanze dei Borgia erano mutate nuovamente: per sposarsi, il Valentino aveva dovuto appoggiare militarmente la riconquista del Milanese e del Regno di Napoli da parte di Luigi XII. Il Papa cercò di calmare l'ansia crescente di Alfonso che però fuggì rifugiandosi a Genazzano lasciando disperata la moglie incinta di sei mesi. Infuriato, Alessandro VI cacciò Sancia da Roma e mise delle guardie a sorvegliare il Palazzo di Santa Maria in Portico, quando seppe che Alfonso incitava Lucrezia a raggiungerlo a Genazzano. Per evitare che i due figli rimasti senza coniuge fossero tentati di raggiungerli, Alessandro VI optò per mandare Goffredo e Lucrezia a Spoleto, nominando quest'ultima governatrice del ducato.
Posti i figli a Spoleto, principale piazzaforte a nord di Roma, il Papa mostrò di aver aderito al partito francese. Lucrezia e suo fratello, precedentemente uniti alla casata napoletana per opera di Cesare, furono costretti, sempre per sua volontà, ad abbandonare gli interessi della loro casa d'adozione e tenere Spoleto, in modo da bloccare eventuali truppe napoletane mandate in aiuto al Ducato di Milano invaso dall'esercito francese guidato da Cesare e Luigi XII.
A Spoleto i fratelli Borgia ricevettero una calorosa accoglienza e, a differenza del fratello che preferiva dedicarsi alla caccia, Lucrezia si impegnò nel suo compito di governatrice: tra le altre cose istituì un corpo di marescialli per assicurare l'ordine cittadino e impose una tregua con la rivale città di Terni. Un mese dopo il suo arrivo giunse da lei Alfonso, che Alessandro VI era riuscito a rassicurare regalandogli la città e il territorio di Nepi. Il 14 ottobre Lucrezia tornò a Roma insieme ad Alfonso e Goffredo. La notte del 31 ottobre, Lucrezia dette alla luce un bambino che verrà battezzato Rodrigo d'Aragona.
Il 29 giugno 1500 un violento temporale fece crollare un camino sul tetto del Vaticano: le macerie crollarono nei piani interni uccidendo tre persone, mentre il papa venne invece estratto svenuto e lievemente ferito alla fronte, senza tuttavia riportare conseguenze. Ciò spinse Cesare a cercare di mantenere, in caso di morte improvvisa del padre, la fortuna eccezionale che aveva ottenuto dalle continue vittorie in Romagna. Riuscì a ottenere il sostegno della Francia e della Repubblica di Venezia, mentre non ebbe lo stesso appoggio da Napoli e dalla Spagna, che trovavano un possibile avversario a Cesare nel marito di sua sorella, Alfonso di Aragona, a capo di quel partito filoaragonese che aveva cercato di riportare il pontefice alle vecchie alleanze. Del partito facevano parte la stessa Lucrezia, innamorata del marito, e Goffredo, dominato dalla volitiva Sancia.

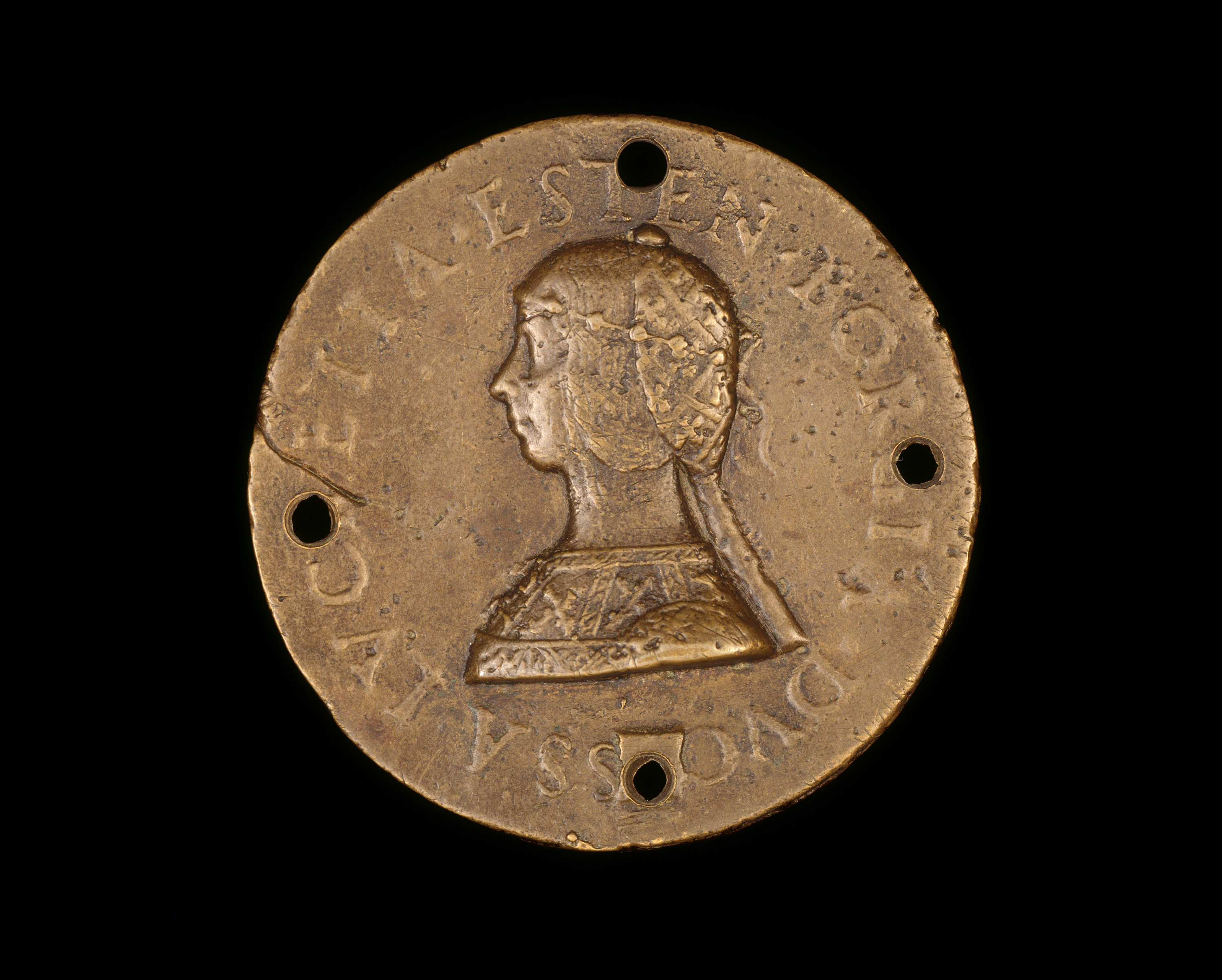
Medaglia di Lucrezia col coazzone, 1502. Stile di Gian Cristoforo Romano.

Fu così che, la notte del 15 luglio 1500, Alfonso venne aggredito da uomini armati e, pur cercando di difendersi, rimase gravemente ferito alla testa e agli arti. Lucrezia e Sancia si presero cura dell'uomo vegliando al suo capezzale e non lasciandolo mai solo. Ritenendo Cesare responsabile dell'attentato, richiesero al papa una scorta armata per sorvegliare la camera del duca, chiamarono dei medici appositamente da Napoli e prepararono personalmente i suoi pasti nel timore di un avvelenamento.
Il 18 agosto, con un inganno, Lucrezia e Sancia vennero allontanate dalla stanza dell'infermo e Alfonso, ormai fuori pericolo e in via di guarigione, fu strangolato da Michelotto Corella, sicario personale di Cesare. «La sera stessa – scrive Burcardo – verso la prima ora della notte, il cadavere del duca di Bisceglie fu trasportato nella basilica di San Pietro e deposto nella cappella di Nostra Signora delle Febbri». Cesare, che inizialmente aveva fatto spargere la voce che erano stati gli Orsini a ordire l'assassinio si giustificò con il padre dicendo che il cognato aveva tentato di ucciderlo con un colpo di balestra: mentre Alessandro VI accettò la spiegazione, Lucrezia, disperata per la morte del marito, non lo fece.
Furiosa con il padre e il fratello, Lucrezia fu lasciata sola a piangere con Sancia e venne colta da un'altissima febbre con delirio, rifiutando persino di mangiare. A causa del suo ostentato dolore, il padre iniziò a trattarla freddamente: «Prima, era in grazia del papa madonna Lucrezia sua figlia [la] quale è savia e liberale, ma adesso il papa non l'ama tanto» scrisse l'ambasciatore veneziano Polo Capello.

### Il punto di svolta
A Nepi, dove Lucrezia fu inviata insieme al piccolo Rodrigo il 31 agosto (per quietare ogni possibile astio con il padre e con Cesare), passò il periodo di lutto. «Il motivo di questo viaggio era di cercare qualche consolazione o distrazione dalla commozione che gli aveva causato la morte dell'illustrissimo Alfonso d'Aragona, suo marito» scrisse il Burcardo. Il soggiorno a Nepi durò fino a novembre. Sempre triste firmava le lettere: «La più infelice delle donne». A questo periodo risale un carteggio segreto fra Lucrezia e Vincenzo Giordano, suo confidente e probabilmente suo maggiordomo. Le lettere riguardavano inizialmente le vesti da lutto per lei, il figlio e i servi, ma anche l'ordine di celebrare messe per il defunto; poco dopo però il tema delle lettere divenne più misterioso, con accenni agli intrighi interni del Vaticano.
Tornata a Roma, fu chiamata in Vaticano e le fu fatta la proposta di matrimonio da parte del duca di Gravina, già suo pretendente nel 1498. Lucrezia però declinò l'offerta e, come riferisce il cronista veneziano Sanudo, alla domanda del papa sul perché avesse rifiutato lei rispose a gran voce e alla presenza di altre persone «perché i miei mariti sono malcapitati». Il fatto che all'epoca il numero di pretendenti per Lucrezia fosse alto, nonostante la nomea scandalosa della ragazza, dimostra che molte famiglie altolocate erano interessate a legarsi ai Borgia tramite le nozze con la figlia del papa.
Molti storici sono d'accordo nell'affermare che questo periodo sia stato fondamentale per Lucrezia: comprese che era il tempo di lasciare l'ambiente romano, ormai troppo opprimente e privo della sicurezza di cui aveva bisogno, cercando qualcuno che potesse controbilanciare la forza dei suoi parenti.
(Maria Bellonci)

### Il terzo matrimonio

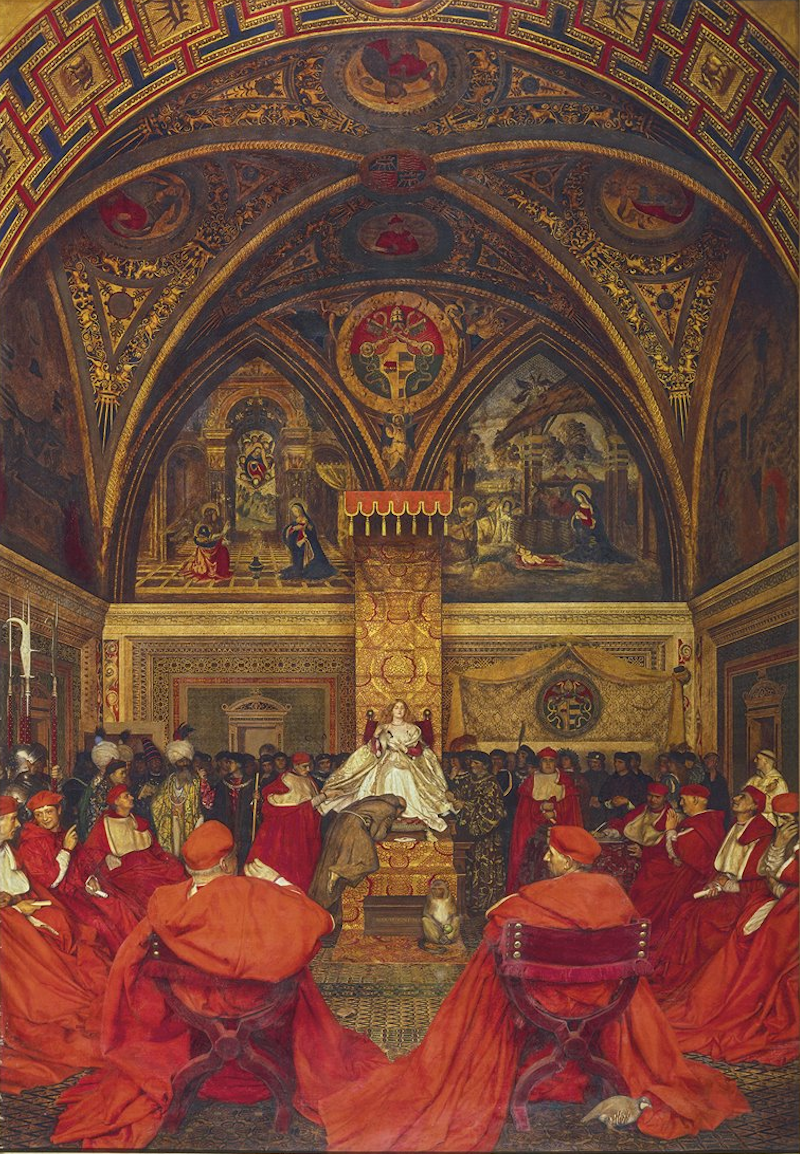
Lucrezia Borgia governatrice della Chiesa, dipinto di Frank Cowper

Le aspirazioni di Lucrezia si realizzarono quando iniziarono le trattative per il matrimonio con Alfonso d'Este, figlio di Ercole duca di Ferrara, allo scopo di rafforzare il potere di Cesare in Romagna. Grazie a questo matrimonio Lucrezia sarebbe entrata a far parte di una delle casate più antiche d'Italia. La famiglia Este oppose però delle resistenze, dovute anche alle voci infamanti sul conto di Lucrezia. Per superare queste reticenze il Papa impose il suo volere su Luigi XII, protettore di Ferrara, la cui approvazione avrebbe avuto un peso determinante nelle trattative. Alessandro VI ricattò il re precisando che avrebbe riconosciuto i diritti dei francesi sul trono di Napoli se egli avesse convinto gli Este ad approvare le nozze. Luigi XII fu costretto ad accettare, ma consigliò a Ercole di vendere caro l'onore del suo casato. Ercole richiese al Papa il raddoppio dei 100 000 ducati proposti e altri benefici al ducato e a parenti e amici.
Nel luglio 1501, durante le trattative, per dimostrare quanto Lucrezia fosse capace di grandi responsabilità e quindi una degna duchessa d'Este, Alessandro VI le affidò l'amministrazione del Vaticano, mentre egli si recava a Sermoneta. Questo fatto non indignò comunque gli intimi del Vaticano, già abituati alle stranezze e agli eccessi del pontefice.
Il contratto di nozze venne stilato in Vaticano il 26 agosto 1501, e le nozze per procura a Ferrara avvennero il 1º settembre: quando, quattro giorni dopo, la notizia fu resa pubblica a Roma ci furono grandi festeggiamenti e Lucrezia si recò a rendere grazie alla Vergine nella Basilica di Santa Maria del Popolo. Questa volta fu lei stessa parte attiva nelle trattative matrimoniali e ricevette anche alcune lettere dal duca Ercole. Fu anche deciso che suo figlio Rodrigo sarebbe rimasto a Roma, sotto la protezione papale: Lucrezia sarebbe arrivata a Ferrara senza strascichi della sua vita passata. A metà dicembre giunse a Roma la scorta ferrarese che doveva accompagnare la sposa a Ferrara, guidata dal cardinale Ippolito d'Este, fratello di Alfonso. Alla presentazione ufficiale di Lucrezia ai nuovi parenti, essi rimasero sbalorditi e ammaliati dallo splendore della donna. La sera del 30 dicembre 1501 Lucrezia ricevette la benedizione nuziale. Seguirono giorni di festeggiamenti mentre i soldi portati in dote da Lucrezia venivano minuziosamente contati.
Il 6 gennaio, dopo aver salutato amici e parenti, si appartò con il padre e Cesare per un lungo colloquio in stretto dialetto valenciano. Dopo, in italiano e a gran voce, Alessandro VI la esortò a stare tranquilla e a scrivergli per «qualunque cosa» desiderasse, «perché egli [avrebbe fatto], lei assente, molto più di quel che non [avesse] fatto lei presente». Infine, ricevuta l'ultima benedizione dal Papa, Lucrezia partì per Ferrara, mentre su Roma iniziava a nevicare.
Il 31 gennaio, dopo aver attraversato il Centro Italia passando anche per Urbino e Bologna, il corteo si fermò a Bentivoglio, nella residenza di villeggiatura degli omonimi signori di Bologna: qui Alfonso le venne incontro. Lucrezia ricevette con gentilezza e rispettò il marito che, dopo due ore di conversazione, la lasciò per precederla a Ferrara. Il 1º febbraio, a Malalbergo, Lucrezia incontrò la cognata Isabella d'Este con la quale instaurerà un rapporto di segreta conflittualità: entrambe si contenderanno fino alla fine il ruolo di prima donna alla corte estense. A Torre Fossa invece incontrò il duca Ercole, il resto della famiglia Este e la corte ferrarese. Il 2 febbraio, giorno della purificazione della Vergine, Lucrezia fece un solenne ingresso a Ferrara, accolta con gioia dagli abitanti della città. Dopo un ricco ricevimento, Lucrezia si recò nei suoi appartamenti, dove poco dopo la raggiunse Alfonso e, secondo quanto riferì il cancelliere di Isabella al duca di Mantova, quella notte il matrimonio fu consumato tre volte.

### Nuova vita alla corte estense
Dopo i fastosi festeggiamenti dovuti alle nozze, la vita alla corte ferrarese riprese i suoi ritmi quotidiani. Lucrezia cercò di adattarsi al nuovo ambiente, ma in poco tempo sorsero dei disaccordi sull'appannaggio di 10 000 ducati datole dal duca Ercole, da lei considerato troppo esiguo considerando l'enorme dote che ella aveva portato agli Este. Gli effetti del suo malumore si ripercossero sui rapporti con i suoi gentiluomini e gentildonne ferraresi, che si lamentarono della preferenza che Lucrezia mostrava per le donne spagnole e quelle romane: a Lucrezia infatti non importava essere popolare quanto creare attorno a sé una compagnia di cui si potesse fidare ciecamente, senza ombra di sospetto.
Nel frattempo Lucrezia familiarizzò coi cognati, e in particolare con don Giulio e don Ferrante, ma strinse una «intima alleanza» soprattutto con Ippolito, di cui aveva bisogno data la propria situazione precaria. Stando a quanto riferì papa Alessandro VI a Beltrando de' Costabili, Lucrezia passava la notte con il marito e il giorno con il cardinale, che era sempre con lei, accompagnandola ovunque, come se fossero tre corpi e una sola mente.
In primavera restò incinta di Alfonso, ma la gravidanza si rivelò difficile, anche a causa delle notizie riguardo al saccheggio che le truppe di Cesare avevano compiuto a Urbino, città che l'aveva accolta fastosamente poco tempo prima. Queste vicende, unitamente al ritrovamento nel Tevere del cadavere di Astorre Manfredi, da tempo detenuto a Castel Sant'Angelo, misero ancor più in cattiva luce i Borgia. Solo dopo aver indagato fra gli spagnoli, i ferraresi si convinsero che il dolore manifestato da Lucrezia fossero veritiero.
In estate Lucrezia fu contagiata da un'epidemia di febbre che aveva colpito Ferrara. Il 5 settembre fu colta da convulsioni e partorì una bimba morta. La situazione difficile fu superata e il periodo di convalescenza fu passato nel monastero del Corpus Domini. Sia all'andata sia al ritorno, Lucrezia fu acclamata dal popolo e ben accolta dai cortigiani.
Le prodezze belliche di Cesare portarono la fama dei Borgia all'apogeo, incutendo anche un certo timore, e di riflesso anche Lucrezia ricevette più considerazione da parte degli Este, tanto che il duca decise di aumentarle l'appannaggio. Dal momento che Ercole era vedovo, Lucrezia iniziò a essere chiamata «la duchessa», occupando anche posti di rappresentanza nelle celebrazioni pubbliche. Grazie al suo amore per la cultura fece diventare la corte ferrarese il fulcro di una schiera di letterati, tra i quali vi era anche Ercole Strozzi, ch'ella prese sotto la sua protezione offrendogli un'amicizia preferenziale. Fu lui a parlare a Lucrezia dei magazzini veneziani, non lontani da Ferrara, dove ella lo mandò per comprarle a credito stoffe regali, broccati dorati e di altre tonalità. Come una rivincita contro l'avarizia del suocero, le spese di Lucrezia superavano di gran lunga l'appannaggio concessole.

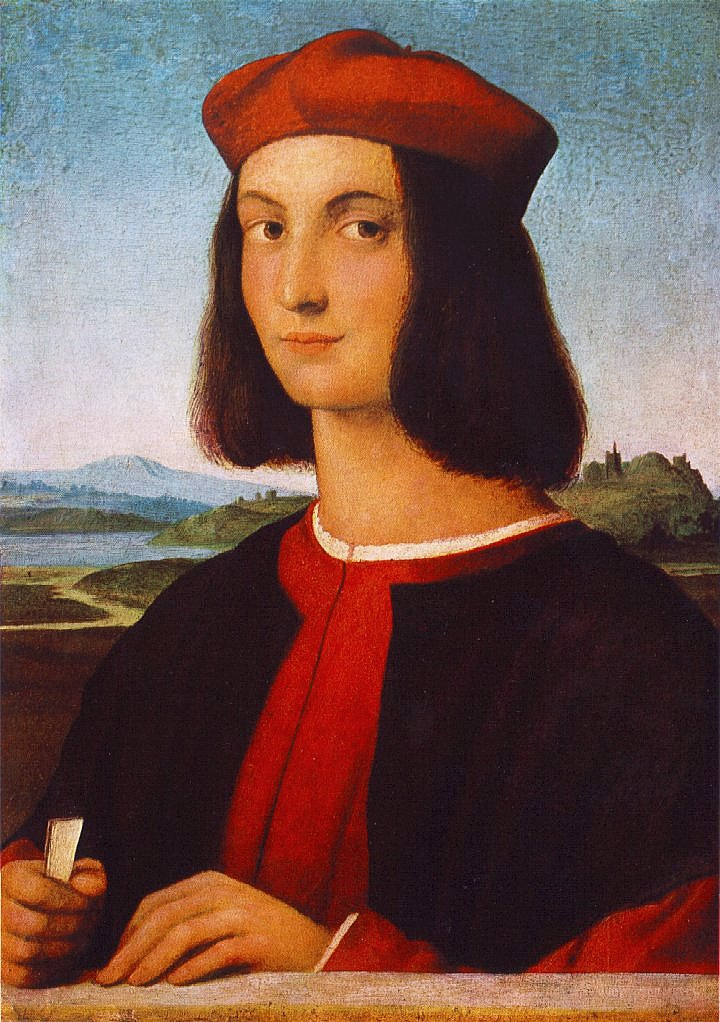
Ritratto di Pietro Bembo.
Dipinto da Raffaello Sanzio (1504).

Fu sempre lo Strozzi a presentarle il suo intimo amico, l'umanista Pietro Bembo. Il prestigio intellettuale, accompagnato dalla prestanza fisica, impressionò Lucrezia, che iniziò con il Bembo un piacevole scambio di rime e versi. Dopo qualche mese, come testimonia anche la corrispondenza fra i due l'amore divenne più appassionato, tanto che, quando il poeta cadde malato nel luglio 1503, ella andò a trovarlo. Gli storici hanno pareri discordi riguardo la vera natura del loro rapporto. I versi appassionati che Pietro Bembo le dedicava risultavano sgraditi ad Alfonso, che fece di tutto per allontanarlo da corte.
A Medelana, dove si era rifugiata la corte per sfuggire alla peste, Lucrezia ricevette la notizia della morte di Alessandro VI, avvenuta il 18 agosto. Lucrezia si chiuse in un lutto stretto, a cui nessun membro degli Este si associò. I soli a starle accanto furono Ercole Strozzi e Pietro Bembo. Quest'ultimo le scrisse una lettera per confortarla e per suggerirle di non mostrarsi eccessivamente disperata, per non fare nascere voci che la sua tristezza dipendesse, oltre che dalla morte del padre, per il timore di un ripudio da parte del marito. Lucrezia non era infatti ancora riuscita a dare un erede ad Alfonso, ma era comunque riuscita a farsi benvolere dai ferraresi e dal suocero Ercole d'Este.
La disgrazia dei Borgia si accrebbe quando, dopo il breve pontificato di Pio III, fu eletto papa Giulio II, nemico dichiarato della famiglia valenciana. Il nuovo pontefice ordinò al Valentino l'immediata restituzione allo Stato Pontificio di tutte le fortezze conquistate in Romagna. Cesare rifiutò, appoggiato da Lucrezia che difese attraverso un piccolo esercito di mercenari il Ducato di Romagna del fratello. La Repubblica di Venezia entrò in azione a favore del Papa, aiutando molti signori a riottenere i domini tolti loro dal Valentino, tuttavia l'esercito di mercenari di Lucrezia riuscì a sconfiggere i veneziani, difendendo Cesena e Imola.
Lucrezia si occupò anche del destino di suo figlio Rodrigo e di Giovanni Borgia, l'Infans Romanus, suo fratellastro. Il duca Ercole si oppose a far arrivare Rodrigo a Ferrara e le consigliò di mandarlo in Spagna ma Lucrezia rifiutò e affidò il bambino ai parenti del padre, in modo da poter conservare i suoi possedimenti napoletani. Giovanni crebbe invece a Carpi insieme a Girolamo e Camilla, i due figli illegittimi che Cesare Borgia aveva avuto da una delle dame di compagnia di Lucrezia.
Giulio II si lamentò del comportamento di Lucrezia con il duca Ercole, il quale gli rispose che non partecipava a queste azioni, perché i mille fanti e i cinquecento arcieri erano pagati solo dalla nuora. Nonostante ciò, Ercole appoggiò segretamente le azioni di Lucrezia, preferendo che la Romagna continuasse a essere dominata da diversi piccoli signori piuttosto che dal pontefice o dalla vicina potenza della Repubblica di Venezia. Tuttavia Cesare venne catturato su ordine di Giulio II. Una volta in prigione, in cambio della libertà, acconsentì a parte delle richieste papali. Una volta libero si rifugiò a Napoli, dove però venne arrestato con la complicità di Sancia d'Aragona e della vedova di Giovanni Borgia.
Ercole d'Este morì di malattia il 25 gennaio 1505 e il giorno dopo Alfonso fu incoronato duca. Dopo la cerimonia Lucrezia e Alfonso ricevettero le ovazioni e gli applausi dei ferraresi.

### Duchessa di Ferrara

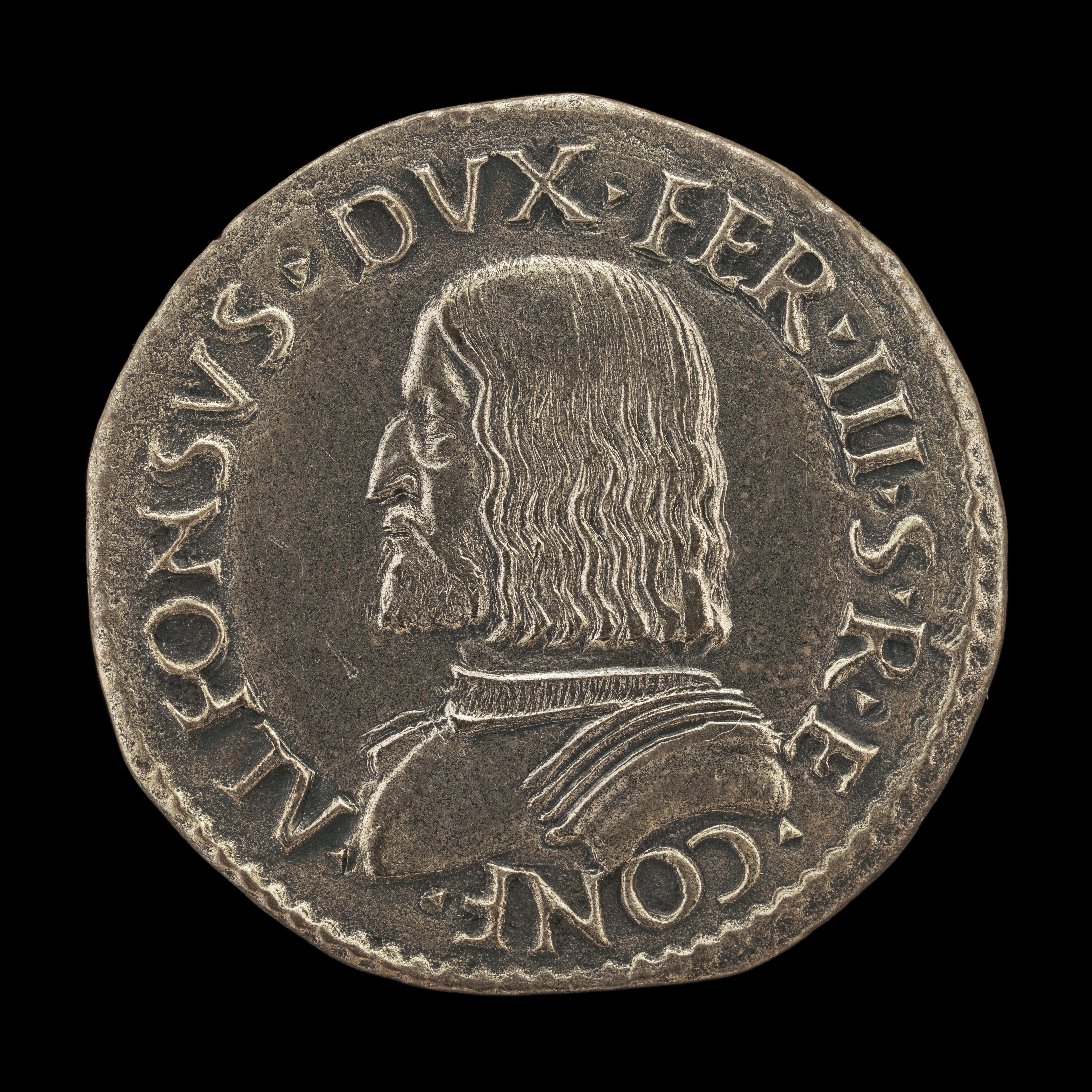
Alfonso I d'Este, duca di Ferrara, Modena e Reggio (1505 circa). Terzo marito di Lucrezia Borgia.

Divenuta duchessa, per rispetto al momento che le imponeva una nuova dignità ufficiale e forse per i sospetti da parte di Alfonso, Lucrezia decise di abbandonare la relazione platonica con Pietro Bembo, probabilmente in maniera consensuale. Nel febbraio 1505, tuttavia, il poeta le dedicò Gli Asolani, un'opera che disquisiva d'amore. Pietro si recò a Urbino e fino al 1513 continuò la sua corrispondenza con la duchessa, che si improntò su toni più formali.
Il 19 settembre 1505, a Reggio, Lucrezia partorì un figlio maschio a cui venne dato il nome Alessandro, che, di gracile costituzione, morì dopo un solo mese di vita. Lucrezia se ne addolorò molto: era la seconda volta che non riusciva a dare un erede agli Este. Lasciata Reggio, la duchessa partì per Belriguardo navigando con la corte fino a Borgoforte, dove fu accolta dal cognato, Francesco Gonzaga: il marchese cercò di consolarla promettendole che sarebbe intervenuto per liberare Cesare Borgia, mandando in Spagna il suo migliore ambasciatore.
In quell'occasione nacque tra Lucrezia e Francesco una «profonda intesa» che si sarebbe trasformata in un innamoramento, testimoniato in seguito da un fitto scambio epistolare, i cui veri nomi sarebbero stati celati da altri fittizi. Anche in questo caso gli storici non sono concordi se ritenere che i due cognati abbiano consumato fisicamente il loro amore. I cognati raggiunsero poi la marchesa Isabella a Mantova, dove Lucrezia fu costretta dalla cognata a una visione generale di tutte le opere d'arte, dei saloni e delle ricchezze possedute dai Gonzaga, per dimostrarne la superiorità alla duchessa di Ferrara.

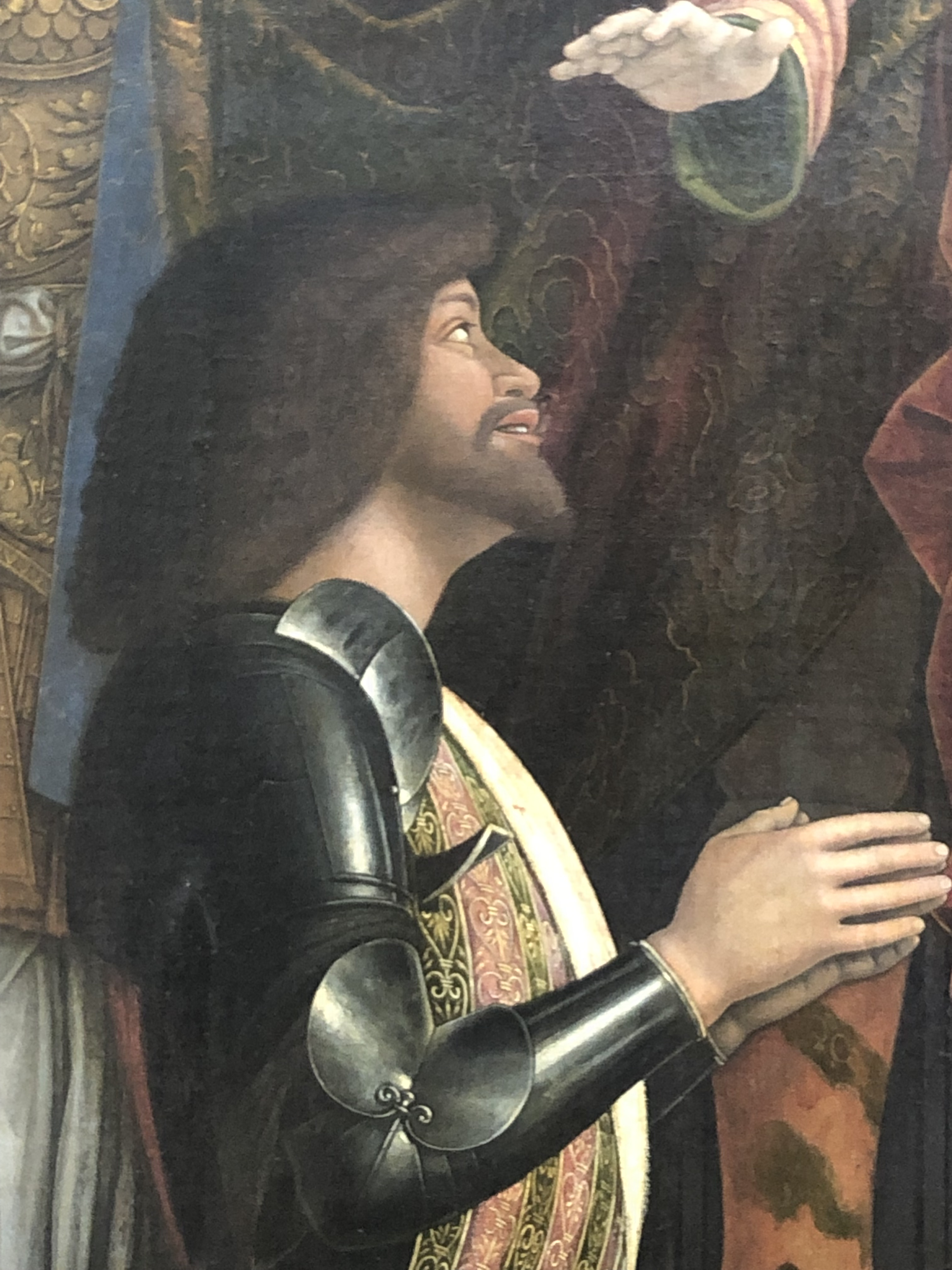
Ritratto di Francesco Gonzaga nella Madonna della Vittoria. Fu il cognato con il quale la duchessa di Ferrara intrattenne un'appassionata corrispondenza.

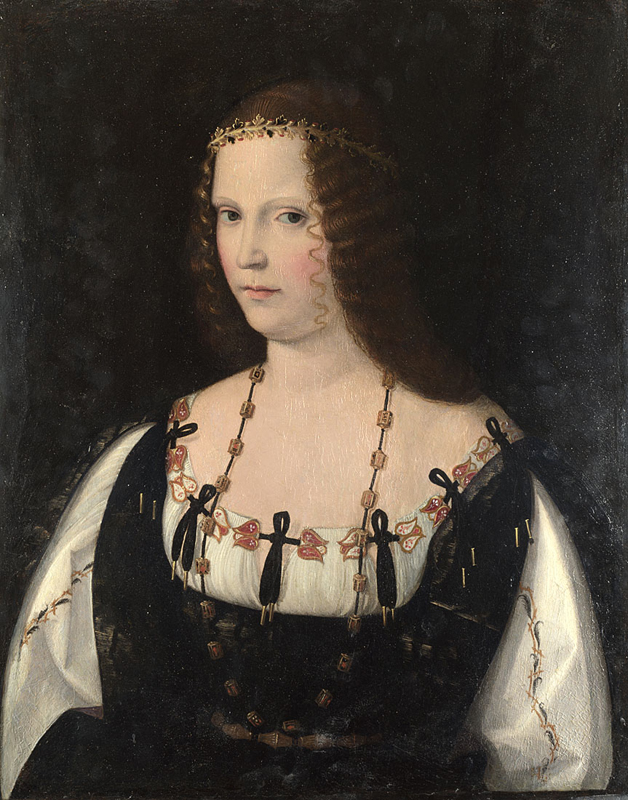
"Ritratto di donna", presunto ritratto di Lucrezia Borgia, opera di Bartolomeo Veneto, olio su tavola, 1500-1510, 55,5 cm x 44,2 cm (National Gallery, Londra, Regno Unito)

Tornata a Ferrara, Lucrezia trovò la corte sconvolta da un dramma scatenato dalla gelosia fra il cardinale Ippolito e il suo fratellastro Giulio, a causa del conteso amore per la bella Angela Borgia, dama e cugina di Lucrezia. Respinto dalla dama, Ippolito avrebbe reagito facendo aggredire il fratellastro dai suoi servi, deturpandogli il volto e accecandolo a un occhio. Alfonso cercò di far giustizia, ma non poté punire il fratello cardinale per evitare problemi con la Santa Sede, tuttavia pretese una riconciliazione fra i fratellastri. Ritenendo di non aver ricevuto giustizia da parte di Alfonso, Giulio organizzò assieme al fratello Ferrante l'assassinio dei due fratellastri maggiori. La congiura fu scoperta nel luglio 1506 e Giulio e Ferrante furono graziati dalla pena di morte e condannati all'ergastolo (a differenza di altri cospiratori che finirono decapitati o squartati).
Verso la fine del 1506, papa Giulio II sconfisse i Bentivoglio e conquistò Bologna. Nel frattempo Cesare Borgia riuscì a fuggire dalla prigione di Medina del Campo, rifugiandosi in Navarra dai cognati d'Albret. Lucrezia ricevette la notizia da un messaggero spagnolo mandatole dal Valentino perché cercasse di aiutarlo e lei si adoperò subito mandandogli lettere e cercando di ritrovare per lui l'appoggio di re Luigi XII, che però si rifiutò di aiutare il Valentino adesso che era caduto in disgrazia.
Felice per la liberazione del fratello, Lucrezia passò il Carnevale del 1507 divertendosi molto. In quel periodo subì un nuovo aborto, essendo incinta di circa sei settimane. Alfonso non nascose che riteneva la moglie responsabile della disgrazia, «la quale se attribuisse a più cose» riferì Prosperi «et de stare un pedi ala longa, de andar involta in carreta, e forse qualche fiata in mascara, et far l'altre per voler ascender certe scallete multo sinistre».
In primavera Alfonso partì per Genova dove si trovava Luigi XII, lasciando a Lucrezia il governo del ducato, cosa già avvenuta nel 1505 anche se all'epoca però la reggenza era stata esercitata anche dal cardinale Ippolito. Il 20 aprile giunse a Ferrara Juanito Grasica, fedele scudiero del Valentino, che recava la notizia della morte di Cesare Borgia. Alla notizia Lucrezia mostrò «prudenza grande» e il suo «animo costantissimo» dicendo solo: «Quanto più cerco di conformarme con Dio, tanto più me visita de affanni». Ma, giunta la notte, le sue dame la sentirono piangere sola nella sua camera. Infine, in onore del fratello fece scrivere un canto funebre, in cui Cesare era presentato come l'eroe inviato dalla Divina Provvidenza per unificare la penisola italiana.
Nell'estate 1507, dopo il ritorno del marito, Lucrezia rimase incinta. Iniziò quindi a occuparsi con dedizione alla gravidanza ma, al momento del parto, Alfonso decise improvvisamente di andare a Venezia per un viaggio politico. Seppur il pretesto fosse veritiero, pare anche che non volesse assistere alla perdita di un nuovo erede. Il 4 aprile 1508 venne alla luce il futuro Ercole II, un bambino sano e robusto, e Lucrezia si riprese velocemente dal parto.
Intanto il legame tra Lucrezia e Francesco Gonzaga si fece sempre più stretto. Nelle settimane seguenti al parto, una lettera in cui Lucrezia sperava in una riconciliazione fra il marito e il cognato, in modo che Francesco potesse venire a trovarla liberamente, venne probabilmente intercettata e una spia, un certo Cavaliere M. (forse Masino del Forno, intimo scagnozzo del cardinale Ippolito), avrebbe teso una trappola al Gonzaga, presentandogli un invito da parte di Lucrezia, così da attirarlo a Ferrara e provare la sua relazione con la duchessa. Il piano non riuscì e Lucrezia, Francesco ed Ercole Strozzi, loro intermediario, aumentarono le precauzioni, iniziando a bruciare le missive dopo averle lette. Stando a quanto risulta dal carteggio cifrato, opinione dello Strozzi e di Lucrezia era che mandante del misterioso cavaliere fosse stata Isabella d'Este, con l'intento di indurre i due cognati a scoprirsi.
Il 4 giugno 1508 venne trovato ammazzato, sotto i portici della chiesa di San Paolo, don Martino, un giovane prete spagnolo ex cappellano di Cesare e da pochi mesi giunto a Ferrara. Due giorni dopo, venne trovato in città il cadavere di Ercole Strozzi, trafitto da ventidue coltellate. Seppur lo Strozzi fosse uno degli uomini più importanti di Ferrara, non furono fatte indagini, né identificati individui sospetti. L'omicidio rimase irrisolto, lasciando aperto il dibattito storiografico.

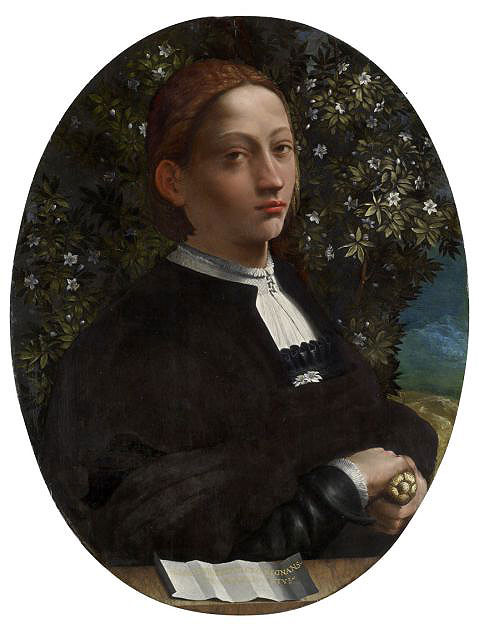
Ritratto di Lucrezia Borgia.
Dipinto attribuito a Dosso Dossi Battista Dossi (1518 circa).

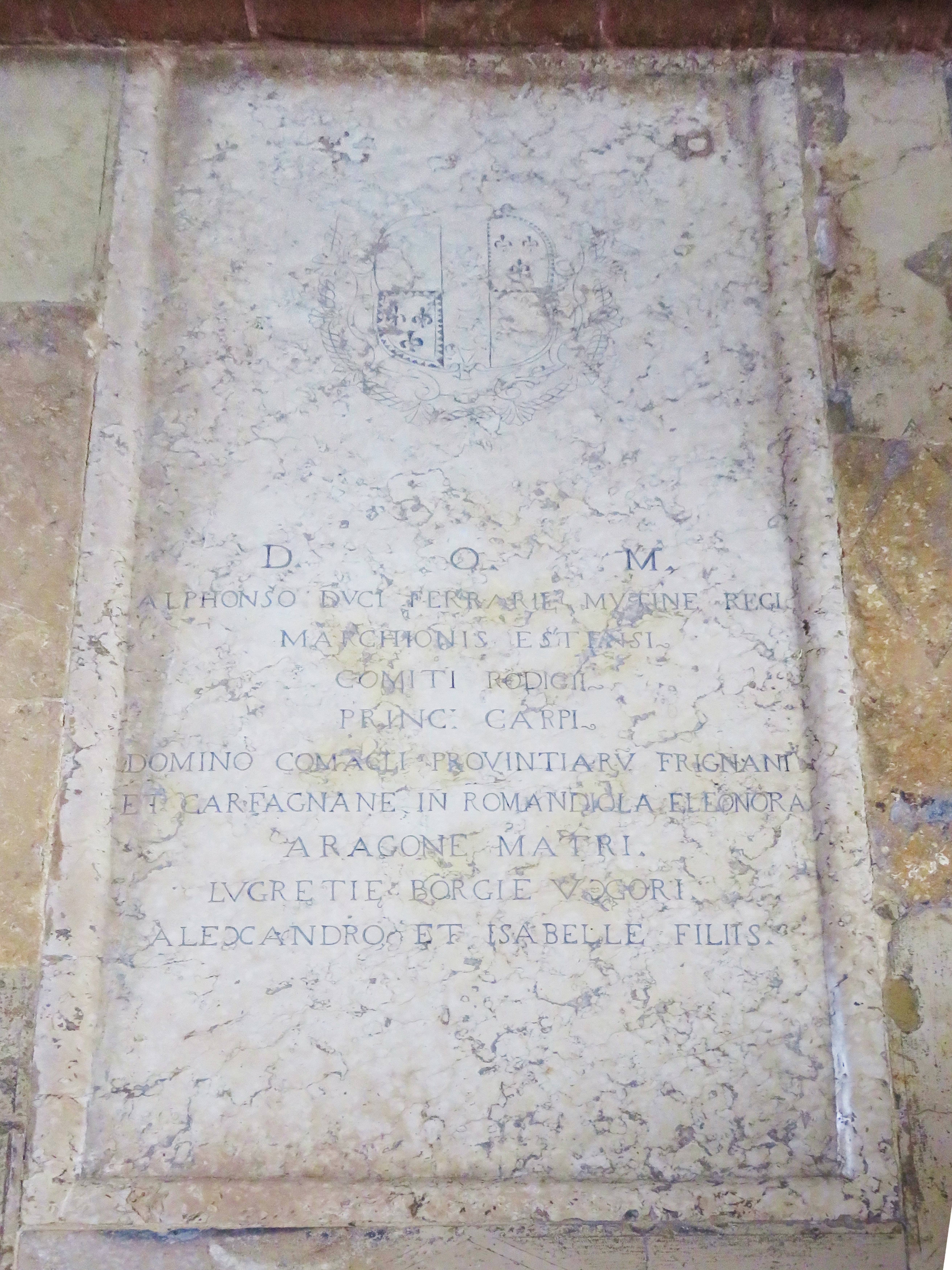
Monastero del Corpus Domini (Ferrara): tomba di Lucrezia Borgia

Nel frattempo, Giulio II, sostenuto dalle grandi potenze europee, dichiarò guerra a Venezia. A capo dell'esercito papale venne posto Alfonso che, tramite la guerra, intendeva riottenere il Polesine. Anche il marchese di Mantova aderì all'alleanza contro i veneziani. Poiché il marito era in guerra, Lucrezia si occupò di governare il ducato assieme a un consiglio di dieci cittadini. L'artiglieria pontificia guidata da Alfonso sconfisse i veneziani ad Agnadello e Lucrezia il 25 agosto dette alla luce un bambino (il futuro cardinale Ippolito II d'Este).
Conclusa con successo la campagna militare contro Venezia, Giulio II ribaltò le alleanze politiche dichiarando guerra alla Francia. Alfonso si rifiutò di tradire Luigi XII e venne scomunicato dal Papa. Francesco Gonzaga, dopo essere stato costretto a mandare suo figlio Federico in ostaggio a Giulio II, venne nominato gonfaloniere della chiesa e posto a capo dell'esercito contro il Ducato di Ferrara. D'accordo con la moglie Isabella, il marchese trovò il pretesto per non attaccare il ducato dei cognati. Nel frattempo Alfonso con l'aiuto del contingente francese guidato dal cavaliere Baiardo difese valorosamente Ferrara, sconfiggendo le truppe papali alla bastia di Fosso Geniolo (11 febbraio 1511).
Lucrezia da perfetta castellana non mostrò paura per la situazione e ricevette i suoi difensori vittoriosi con grandi onori, feste e banchetti. Il Baiardo la definì «una perla in questo mondo» aggiungendo che «era bella e buona e dolce e cortese con tutti» e che aveva «reso buoni e grandi servizi» al suo «savio e coraggioso» marito. Mentre il 22 maggio il Papa perdeva Bologna, riconquistata dai Bentivoglio, Lucrezia si ritirò nel convento di San Bernardino per ragioni di salute. In quel tempo si parlò anche di una sua visita a Grenoble, alla regina di Francia che aveva espresso il desiderio di conoscerla, tuttavia non partì, forse a causa di un altro aborto.
Nel 1512, la morte di Gastone di Foix e del fiore dell'esercito francese indussero Luigi XII alla ritirata. Alfonso, rimasto solo, decise di recarsi a Roma come penitente: il Papa lo accolse, togliendo la scomunica a lui, alla sua famiglia e alla città, ma come compenso, Alfonso avrebbe dovuto liberare i suoi fratelli Giulio e Ferrante e anche lasciare il Ducato di Ferrara al Papa in cambio della contea di Asti. Prima di poter dare una risposta, il duca fuggì aiutato da Fabrizio Colonna.
Mentre era in ansia per il marito, Lucrezia ricevette la notizia della morte di Rodrigo, il figlio che aveva avuto dal secondo marito. Nonostante la distanza, Lucrezia si era sempre presa cura del bambino e rimase sconvolta dalla sua morte rifugiandosi per un mese nel convento di San Bernardino. Solo il ritorno di Alfonso a Ferrara le dette nuovamente un po' di gioia. Alla morte di Giulio II, che stava preparando un nuovo attacco contro gli Este, Ferrara esultò. Grazie a Pietro Bembo, segretario particolare di papa Leone X, Ferrara e Mantova si riconciliarono con la Santa Sede.
Al termine dei quattro anni di guerra Lucrezia era cambiata: incline alla devozione, aveva iniziato a portare un cilicio sotto le camicie e smesso di indossare vestiti scollati; visitava assiduamente le chiese della città e ascoltava letture religiose durante i pasti; infine si aggregò al Terz'ordine francescano al quale fece aderire anche il marchese di Mantova. Tutto questo non le impedì di mantenere il ritmo delle sue gravidanze. Nel 1515 dette alla luce una bambina, battezzata Eleonora, e nel 1516 un bambino chiamato Francesco. Le numerose gravidanze, alternate ad aborti, la indebolirono molto.
Quando Leone X manifestò intenzioni ostili nei confronti degli Este, Alfonso richiese e ottenne la protezione di re Francesco I di Francia, recandosi alla corte dei Valois assieme a Giovanni Borgia, da tempo sotto la protezione di Lucrezia a Ferrara. Nel frattempo la duchessa fu colpita da vari lutti: nel 1517 morì suo fratello Goffredo, nel 1518 sua madre Vannozza. La primavera 1519 fu molto difficile: essendo nuovamente incinta e molto affaticata, Lucrezia passò tutte le giornate a letto.
Il 14 giugno partorì una bambina, battezzata Isabella Maria, ma la duchessa si ammalò di febbri puerperali e, per alleggerirle il tormento, le furono tagliati i capelli. Il 22 giugno dettò una lettera per richiedere un'indulgenza plenaria al Papa. Infine firmò davanti al marito il suo testamento. Prima di cadere in coma affermò: «Sono di Dio per sempre». Morì il 24 giugno 1519 a trentanove anni, lasciando la famiglia e la città in un profondo lutto, e venne sepolta nel monastero del Corpus Domini, con indosso l'abito da terziaria francescana.

## La leggenda nera

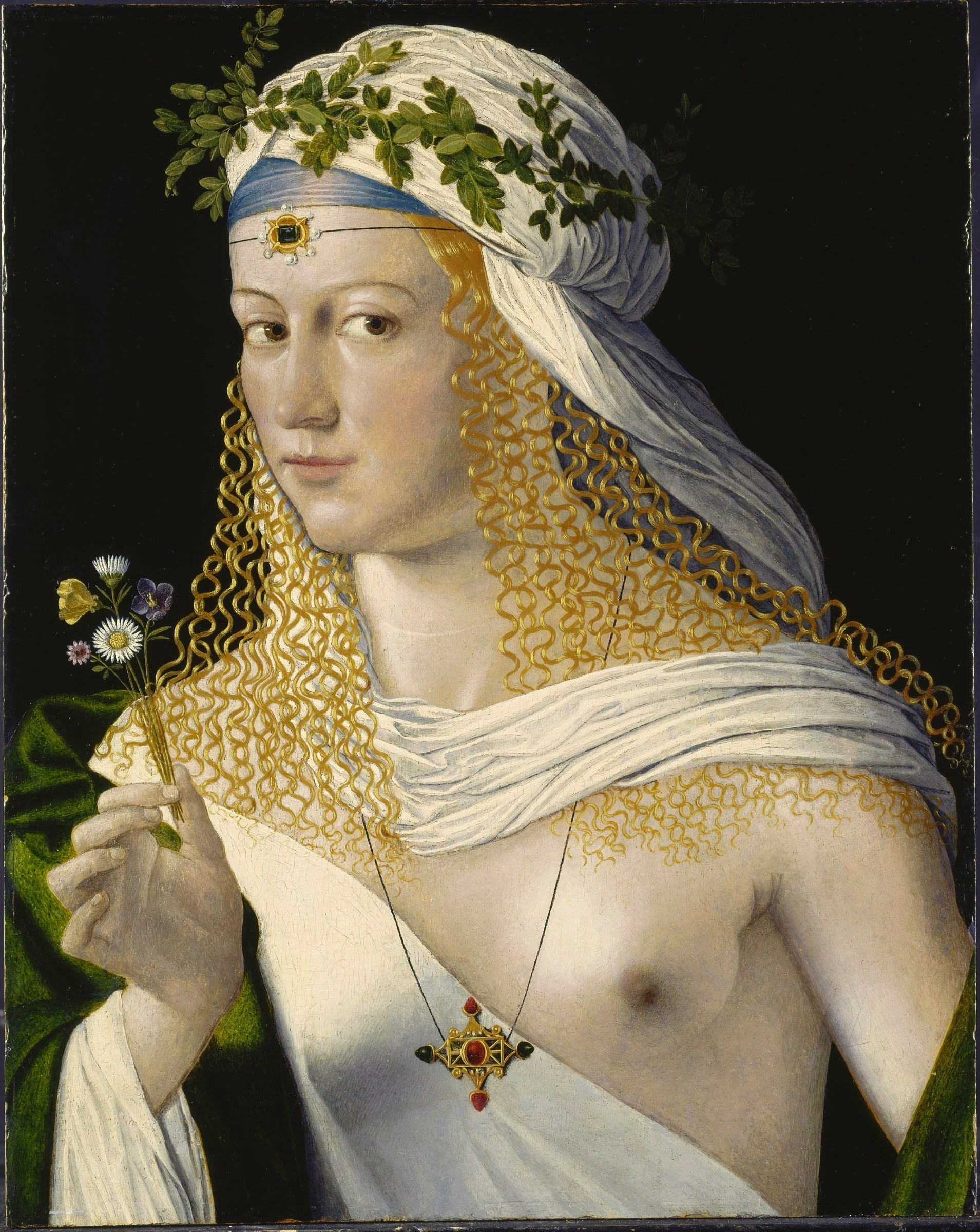
Ritratto di Flora. Dipinto di Bartolomeo Veneto. Per alcuni studiosi è un ritratto di Lucrezia Borgia.

Papa Alessandro VI ritratto dal Pinturicchio, dettaglio della Resurrezione, Sala dei Misteri dell'Appartamento Borgia, in Vaticano. Il vescovo di Modena, Gian Andrea Boccacci, lo definì «il più carnale homo», in uno scritto datato 4 maggio 1493.

Come per il resto della famiglia Borgia, durante e dopo la sua vita Lucrezia fu oggetto di pettegolezzi e accuse. La sua fama scandalosa si interruppe durante il suo periodo a Ferrara, in cui «nessun pettegolezzo l'aveva più sfiorata», scrive Indro Montanelli nella sua Storia d'Italia, per poi riprendere alla morte della duchessa. Le voci più insistenti che la raffigurano come «una specie di Messalina, intrigante, sanguinaria, corrotta, non succube, ma complice del padre e del fratello», vennero riprese e riferite e tramandate ai posteri nelle cronache e nei libelli dai numerosi nemici dei Borgia: fra cui Jacopo Sannazaro (che definì Lucrezia «figlia, moglie e nuora» del pontefice), Giovanni Pontano e Francesco Guicciardini.
La famosa accusa di aver avuto una relazione incestuosa con il padre fu lanciata da Giovanni Sforza contro il Papa durante il processo di annullamento delle nozze con Lucrezia, durante il quale il signore di Pesaro era stato accusato di impotenza. Gli storici filoborgiani hanno etichettato le parole del conte di Pesaro come semplici calunnie, lanciate durante uno scatto d'ira dovuto all'orgoglio ferito. Non sarebbe stato considerato, scrive Maria Bellonci (nota biografa di Lucrezia), «tutto il contegno dello Sforza, dalle mille reticenze dei primi tempi, dalle allusioni misteriose alla causa della sua fuga, fino alla sua confessione a Milano», ma anche «i continui riferimenti» successivi, prosegue la Bellonci, «stanno a provare una certezza che era in lui, viva presente e maledetta».
D'altra parte, è stato supposto che Giovanni Sforza possa aver scambiato per amore incestuoso le attenzioni calorose del Papa per la figlia. Alessandro VI possedeva infatti un'indole carnale e istintiva ed era solito manifestare il suo affetto verso i figli e in particolare verso Lucrezia con eccessivo trasporto, ma anche il suo delirio per il duca di Gandia (e poi per Cesare) «par quasi accecamento d'innamorato». Maria Bellonci si chiede se lo Sforza «avesse qualche cosa in più che vizi e sospetti», ma fa notare che, pur accusando il papa, Giovanni non incolpò direttamente la moglie e anzi più volte richiese al pontefice di riaverla con sé: «Si avranno ragioni di credere che ella dovesse essere salvata, o che nulla fosse accaduto e tutto si limitasse a sospetti, o, nella più infernale delle ipotesi, che in lei ci fosse solo l'errore di uno smarrito e soggiogato assertimento; la coscienza il desiderio e la responsabilità dell'incesto restando, se mai, dall'altra parte».
Tuttavia l'accusa di incesto si diffuse rapidamente nelle corti italiane ed europee, facendosi sentire nuovamente, durante le trattative per le nozze fra Lucrezia e Alfonso d'Aragona. A queste si unì la voce di una certa promiscuità sessuale della ragazza, dovute alla relazione con Pedro Calderón: basandosi sulle dicerie popolari che si stavano diffondendo a Roma e in tutta Italia, il cronista veneziano Girolamo Priuli definirà più tardi Lucrezia «la più gran puttana che fosse in Roma» e il cronista umbro Matarazzo la descriverà come «colei che portava il gonfalone delle puttane». È però probabile che Priuli e Matarazzo, che vivevano lontano da Roma, si rifacessero a voci popolari contrarie ai Borgia piuttosto che a testimonianze affidabili. Infatti, benché diversi cronisti italiani del tempo avessero riferito della relazione con Pedro Calderón, nessuno parlò mai di altri amori di Lucrezia. Lo storico Gregorovius mette in dubbio anche il presunto parto di Lucrezia nel convento di San Sisto, poiché la notizia proviene da un solo cronista: «Una voce solitaria, che non trova riscontro di sorta».
All'insinuazione dell'incesto paterno si aggiunse quella dell'incesto fraterno con Giovanni e Cesare, di cui parlano ambasciatori e relatori. Ad esempio all'epoca delle trattative per il terzo matrimonio di Lucrezia, Antonello Sanseverino, principe di Salerno, scrisse inorridito a Federico I di Napoli che non avrebbe mai accolto in casa una donna come la Borgia, «la quale era pubblica fama de havere dormito con li fratelli». Ci furono insinuazioni sul fatto che Cesare avesse fatto uccidere il fratello Giovanni non solo perché intralciava i suoi piani politici, ma perché geloso, poiché era preferito «nell'amore da madonna Lucrezia sorella comune» dice il Guicciardini nella sua Storia d'Italia. Come scrive una biografa inglese di Lucrezia, Sarah Bradford, il rapporto che legava i fratelli Borgia era molto stretto, in particolare quello fra Cesare e Lucrezia: «Che avessero commesso incesto o no, senza dubbio Cesare e Lucrezia si amavano più di quanto amassero chiunque altro e mantennero la reciproca fedeltà fino alla fine». Secondo Maria Bellonci l'accusa di incesto fraterno è dubbia, poiché Giovanni Sforza, il primo a lanciare l'accusa di incesto verso la famiglia Borgia, non fece nessuna allusione ai cognati ma solamente al papa.
Personaggio importante per avere notizie della vita privata di Lucrezia a Roma è Johannes Burckardt di Strasburgo, italianizzato in Burcardo, maestro delle cerimonie durante il pontificato di papa Borgia. Nel suo diario detto Liber Notarum egli descrive con precisione e ricchezza di particolari i cerimoniali e le etichette della corte papale e non manca di annotare alcune scene ed eventi tutt'altro che lusinghieri per i Borgia e per la stessa Lucrezia. Benché la mentalità puritana avrebbe potuto in parte fargli travisare il senso delle azioni dei Borgia, gli storici lo ritengono generalmente una fonte oggettiva di informazioni riguardo alla corte papale. Nel suo diario egli infatti non fa mai pettegolezzi o scaglia accuse contro i Borgia, ma si limita a descrivere minuziosamente i fatti, talvolta scabrosi, spesso confermati da altri cronisti suoi contemporanei. Se Burcardo avesse voluto infarcire il proprio diario di testimonianze contro i Borgia avrebbe potuto farlo facilmente, invece egli cita appena Giulia Farnese, Vannozza o l'annullamento del matrimonio tra Lucrezia e Giovanni Sforza, scandali che facevano un gran parlare di sé nei palazzi romani e che avrebbero potuto essere facilmente manipolati. Per questo non sembra esserci motivo di dubitare delle veridicità di due episodi scabrosi riferiti dal cerimoniere, entrambi accaduti durante il periodo di trattative per il terzo matrimonio di Lucrezia.

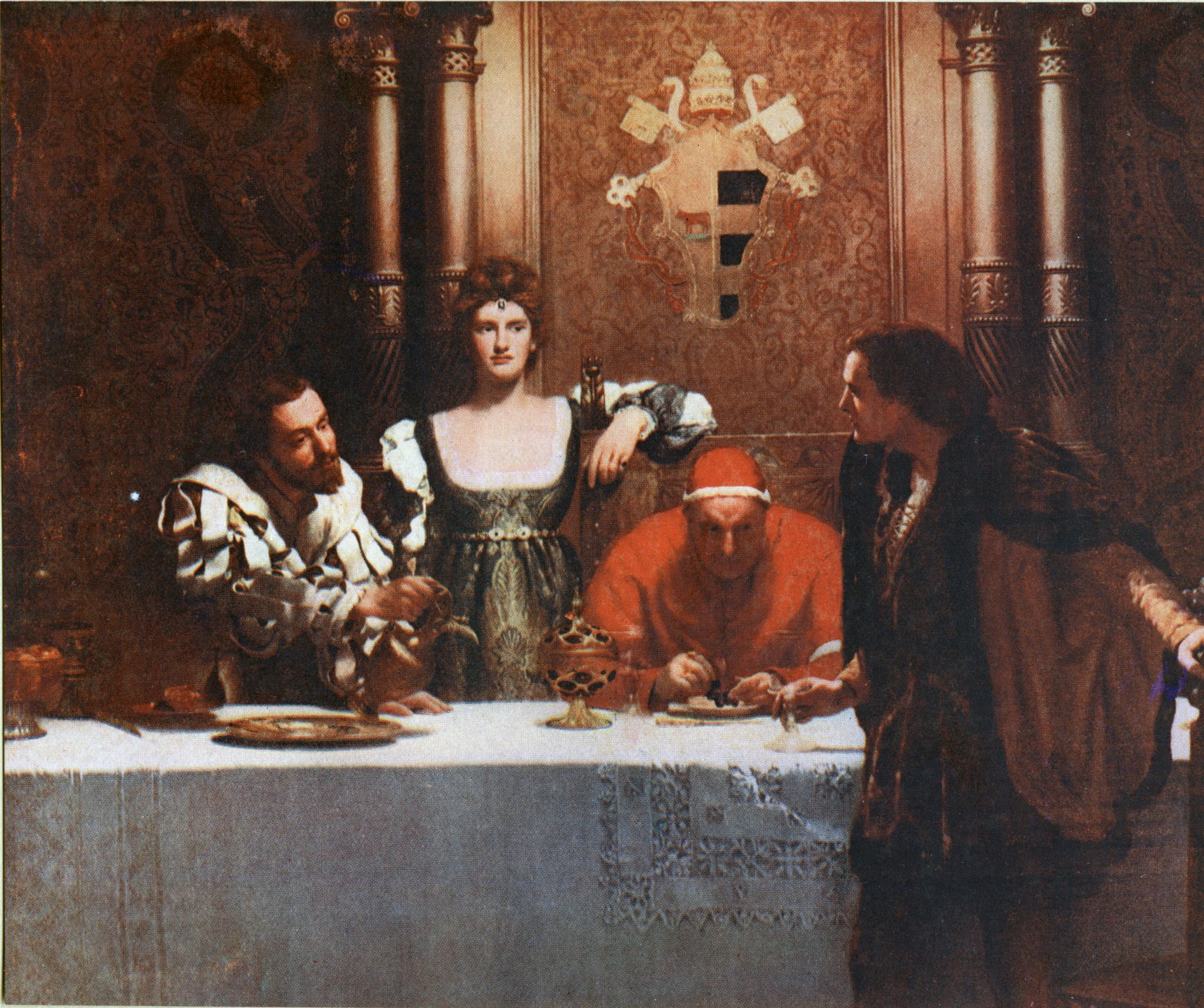
Un bicchiere di vino con Cesare Borgia di John Collier.
Cesare offre del vino a un ospite. Accanto a lui vi sono Lucrezia e Alessandro VI.

Il primo episodio è la "cena delle cortigiane", festa dal risvolto orgiastico ideata da Cesare, la sera del 31 ottobre 1501. Secondo il fiorentino Francesco Pepi, «il duca di Valentino […] aveva fatto venire in palazzo cinquanta cortigiane "cantoniere" e tutta la notte stettero in voglia di balli e riso»: dopo una cena veloce, le cortigiane erano entrate e avevano iniziato a ballare con servitori e giovani di casa, «primo in vestibus suis deinde nude»; a notte fonda Cesare fece mettere in terra i candelabri accesi e le donne nude a carponi dovevano fare a gara per raccogliere le castagne lanciate loro, incitate dal Papa, Cesare e «domina Lucretia sorore sua» scrive Burcardo. Il secondo episodio narrato dal cerimoniere avvenne l'11 novembre 1501, quando da una finestra, Alessandro VI e Lucrezia assistettero «cum magno risu et delectatione» a una selvaggia scena di monta fra quattro stalloni e due giumente. Il Burcardo riferisce unicamente di questi due episodi isolati con la partecipazione di Lucrezia, e se ne fossero avvenuti altri con tutta probabilità egli li avrebbe annotati nel suo diario. Per questo motivo, e dal momento che le due scene avvennero poco prima della partenza di Lucrezia per Ferrara, Maria Bellonci suppone che si trattasse di «spettacoli di iniziazione matrimoniale che non avrebbero offeso una donna già sposata due volte».
La lettura di questi due episodi ha «suscitato per secoli scandalo e orrore nei commentatori puritani o ipocriti, mentre gli esaltatori di Lucrezia non vogliono credere che ella potesse partecipare a una tale sorta di baccanale» scrive Geneviève Chastenet, biografa francese di Lucrezia, concludendo: «Ma ciò significherebbe dimenticare che si tratta di svaghi perfettamente consoni al costume rinascimentale». Molti storici hanno infine cercato di ridimensionare le accuse di perversione rivolte contro di lei durante il periodo passato nella Roma dominata dai Borgia. «[…] per propria esperienza, [Lucrezia] poteva già sapere che abominevole mondo fosse quello, nel quale viveva. […] Sbagliano però quei che credono, ch'essa o altri a lei simili, lo vedessero e giudicassero così come lo facciamo noi oggi o forse fecero alcuni pochi, animati allora da sentimento più puro. […] S'aggiunga per di più, che in quel tempo i concetti della religione, della decenza e della moralità non erano gli stessi che oggi prevalgono» dice Ferdinand Gregorovius. La tesi dello storico tedesco è ripresa poi, ad esempio, anche da Roberto Gervaso nel suo saggio sulla famiglia Borgia: «Se non fu una santa non fu nemmeno un mostro. Se non si fosse chiamata Borgia, non avrebbe avuto bisogno né d'avvocati difensori, né di postume e tardive riabilitazioni».
Altra accusa riguardante Lucrezia, e in generale la sua famiglia, è l'uso di un veleno micidiale, chiamato cantarella, con la quale i Borgia avrebbero eliminato i propri nemici, versandolo nelle bevande o sul cibo. Lucrezia venne associata all'uso di questo veleno borgiano, divenendo una delle più famose avvelenatrici, dopo la messa in scena della tragedia romantica di Victor Hugo: «Un veleno terribile - dice Lucrezia - un veleno la cui sola idea fa impallidire ogni italiano che sa la storia degli ultimi vent'anni [...] . Nessuno al mondo conosce un antidoto a questa composizione terribile, nessuno, ad eccezione del papa, del Signor Valentino e di me». Tuttavia i chimici e i tossicologi odierni sono convinti che la cantarella, veleno capace di uccidere in tempi precisi, sia solo una leggenda legata alla famiglia Borgia.

## Tra storiografia e letteratura

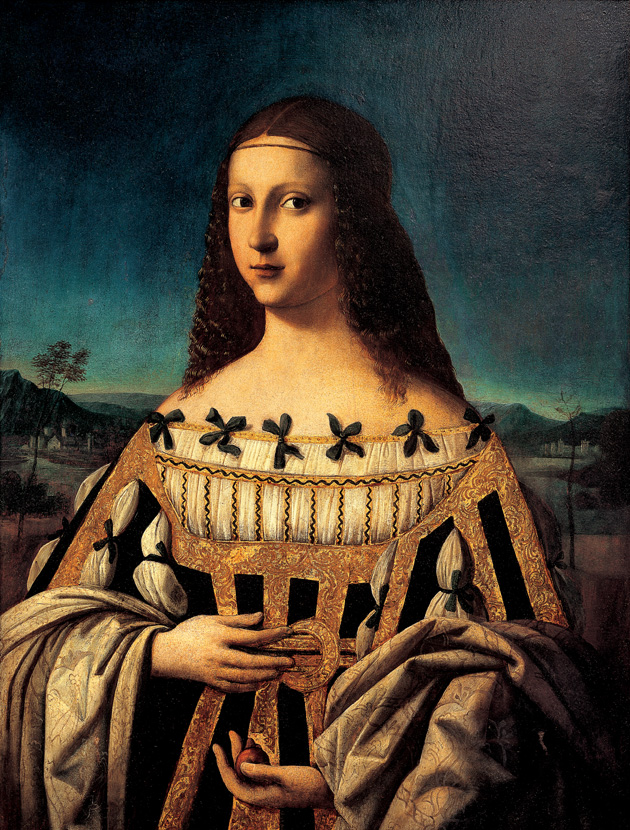
La Beata Beatrice II d'Este (1230-1262) ritratta da Bartolomeo Veneto con le fattezze di Lucrezia Borgia

Nel corso dei secoli la figura di Lucrezia è stata associata alla fama della sua famiglia di origine. Seppur dopo essere divenuta moglie del duca di Ferrara non fu mai al centro di nuovi scandali, e durante gli ultimi anni della sua vita fosse finalmente riuscita a cancellare il marchio d'infamia da cui era segnata, dopo la sua morte, le accuse mosse contro di lei in gioventù tornarono alla ribalta.
Ad esempio, già nel 1532, Francesco Maria I Della Rovere vietò al figlio Guidobaldo il matrimonio con donne indegne di lui, portandogli ad esempio le nozze di Alfonso I di Ferrara con Lucrezia Borgia, «una donna di quella sorta che pubblicamente si sa». Ma fu soprattutto Guicciardini che, attingendo alle voci popolari o alle satire, diffuse la fama scandalosa sulla figura della donna scrivendo nella sua Storia d'Italia: «Lucrezia Borgia non si considera se non come la figlia incestuosa di Alessandro VI, l'amante a un tempo di suo padre e dei suoi due fratelli [Cesare e Giovanni]».
Durante il Seicento la società non si scandalizzò della vita ai tempi dei Borgia, nella quale convivevano la fede e una certa libertà di costumi. Tutto cambiò in seguito alla revoca dell'editto di Nantes nel 1685, che provocò una rottura in seno alla comunità scientifica. Il famoso matematico e filosofo Leibniz, come protesta alla mancata riconciliazione fra cattolici e protestanti, polemizzò pubblicando nel 1696 alcuni estratti tra i più scandalosi del Diario del Burcardo, sotto il titolo di Specimen Historiæ Arcane, sive anecdotæ de vita Alexandri VI Papæ. Il libro ebbe un grande successo e venne stampato nuovamente, e nel suo commento il filosofo sottolineava come «non sia era mai visto una Corte più insudiciata di crimini come quella di Alessandro VI».
Nel 1729 l'antiquario scozzese Alexander Gordon pubblicò la sua Vita del papa Alessandro VI e di suo figlio Cesare Borgia (The Lives of Pope Alexander VI and his son Cæsar Borgia), nella cui «Prefazione» aveva cura di scrivere sulla figlia del Papa: «Lucrezia, figlia di Alessandro, è famosa per la sua dissolutezza quanto lo era Lucrezia la Romana per la sua castità: Cesare non lo è da meno per un doppio fratricidio e incesto commesso con la propria sorella [...]». Nella sua opera Gordon cita le fonti utilizzate, pur mettendo sullo stesso piano autori come Burcardo o Machiavelli e altre fonti poco attendibili, e il testo è forse il primo caso di studio referenziato su Alessandro VI e la sua famiglia. Nel 1756, Voltaire tratta con sagacia Alessandro VI nel suo Essai sur les moeurs, dove mette in dubbio l'uso del veleno da parte dei Borgia e l'avvelenamento del Papa come causa della sua morte, tuttavia ripete le accuse d'incesto nei confronti di Lucrezia e i crimini di Cesare.
Nel periodo della Rivoluzione francese seguì una rivalutazione sia dell'avventura militare di Cesare sia delle intenzioni che Machiavelli aveva espresso ne Il Principe, cioè l'idea che il Valentino avesse voluto la costruzione di uno Stato laico dove instaurare in seguito la libertà. Con l'avvento dell'Impero francese e in seguito della Restaurazione si creerà nuovamente diffidenza nei riguardi della storia dei Borgia e dei loro costumi scandalosi.

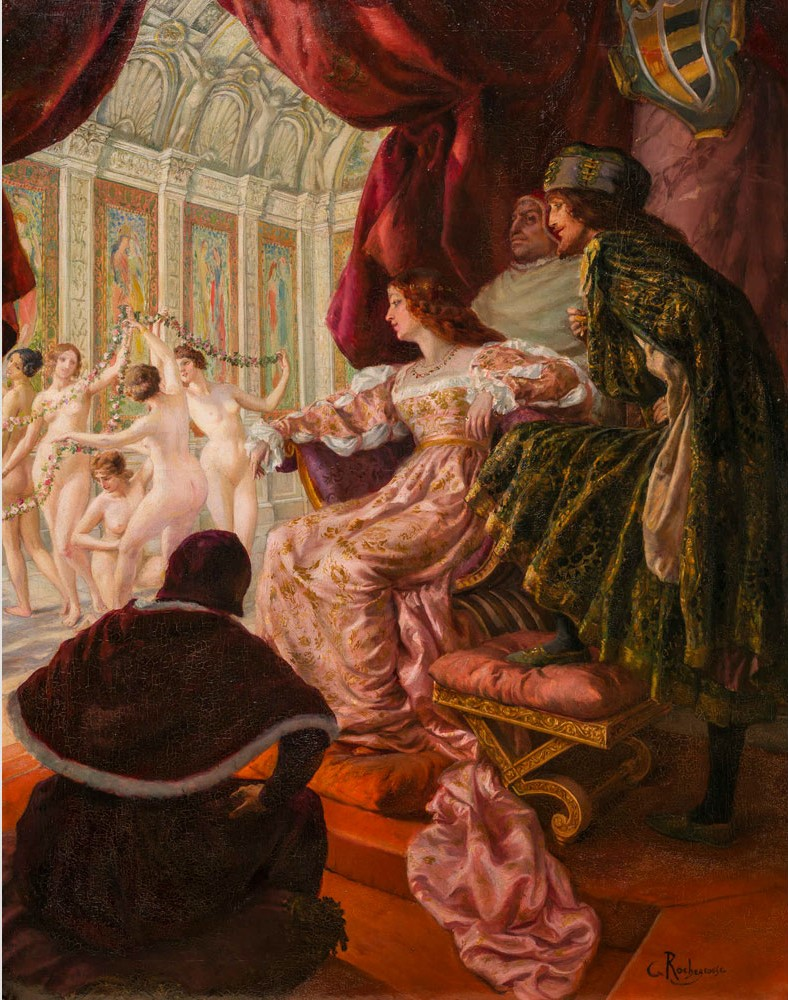
Lucrezia, Cesare e Alessandro VI alla corte papale, raffigurati in una illustrazione di Georges-Antoine Rochegrosse

Lord Byron, famoso esponente del romanticismo inglese, rimase talmente affascinato dalle lettere d'amore di Lucrezia conservate a Milano che, dopo averle lette, rubò un capello dalla ciocca che le accompagnava. Nel febbraio 1833, fu rappresentata per la prima volta Lucrezia Borgia, tragedia di Victor Hugo, nella quale la duchessa di Ferrara viene descritta come archetipo di malvagità femminile, divenendo, «col favore tenebroso dei romantici, [un'] avvelenatrice e [un'] Erinni». Il dramma ispirò Felice Romani, che compose il libretto dell'opera omonima di Gaetano Donizetti.
Sulla stessa scia si imposta anche il ritratto di Lucrezia fornito da Alexandre Dumas padre nel primo volume della serie Delitti celebri: «La sorella era degna compagna del fratello. Libertina per fantasia, empia per temperamento, ambiziosa per calcolo, Lucrezia bramava piaceri, adulazioni, onori, gemme, oro, stoffe fruscianti e palazzi sontuosi. Spagnola sotto i suoi capelli biondi, cortigiana sotto la sua aria candida, aveva il viso di una madonna di Raffaello e il cuore di una Messalina». Successivamente, lo storico francese Jules Michelet vide simboleggiato nell'«andalusa italiana» il demone femminile insediato sul trono vaticano.
Seguì un periodo di riabilitazione storica: numerosi storici andarono a verificare i testi su cui si basava l'accusa contro i Borgia e, mentre uscivano biografie tendenti all'agiografia su papa Alessandro VI, nel 1866 Giuseppe Carponi pubblicò uno studio su Lucrezia intitolato: Una vittima della Storia. In questa biografia erano riportati testi fino ad allora mai consultati, come documenti provenienti dagli archivi di Modena della famiglia Este. Nel 1874 fu pubblicato un altro imponente saggio, impostato sull'approccio scientifico al personaggio e alla storia dei Borgia: la biografia su Lucrezia, scritta da Ferdinand Gregorovius con l'apporto di numerosi documenti inediti, porta avanti la tesi per cui se Lucrezia «non fosse stata figliuola di Alessandro VI e sorella di Cesare, difficilmente sarebbe stata notata nella storia del tempo suo, ovvero sarebbe ita perduta nella moltitudine, come donna seducente e assai corteggiata». Nello stesso modo, anche grazie all'apertura degli archivi vaticani nel 1888, su ordine di Leone XIII, Ludwig von Pastor poté iniziare a scrivere la storia dei Papi a partire dal Medioevo.
Durante il primo ventennio del XX secolo i Borgia divennero oggetto di romanzo e di studio a carattere psichiatrico, come nel caso de I Borgia, edito nel 1921, del medico milanese Giuseppe Portigliotti. Dopo quella di Gregorovius un'importante biografia su Lucrezia fu scritta da Maria Bellonci la cui opera, pubblicata nella primavera del 1939, ebbe numerose ristampe. Nel 1973 la Rai invitò una ventina di scrittori italiani a scrivere per la radio una serie di interviste immaginarie con personaggi celebri del passato: la Bellonci scelse Lucrezia, che venne interpretata dall'attrice Anna Maria Guarnieri. Le «interviste impossibili» furono trasmesse dal Secondo Programma, nell'estate del 1974. Nel 2002, in ricorrenza del cinquecentenario dell'arrivo di Lucrezia a Ferrara, è stata allestita una mostra dedicata alla Borgia, durante la quale è stato proiettato un cortometraggio, basato sull'intervista impossibile di Maria Bellonci, diretto da Florestano Vancini e con Caterina Vertova nel ruolo della duchessa di Ferrara.
Nel 2002 la studiosa Marion Hermann-Röttgen dell'università di Berlino pubblicò, all'interno del catalogo della mostra I Borgia - L'arte del Potere tenutasi a Roma lo stesso anno, un articolo sull'importanza che la famiglia Borgia ha esercitato a livello letterario sia nel Nord sia nel Sud Europa. Mentre nel Sud Europa, in particolare Italia e Spagna (nazioni strettamente legate alla famiglia Borgia), si sarebbe diffusa «una quantità notevole di letteratura storico-scientifica», nei paesi del Nord Europa sarebbe avvenuta la pubblicazione di «una sorprendente quantità di opere letterarie» sull'argomento. La professoressa individua i tre punti principali su cui si basa la fama della leggenda dei Borgia: «L'importanza della grandezza nazionale e del potere militare» in particolare di Cesare, «la posizione critica rispetto alla Chiesa romana», perpetrata da anticattolici e anticlericali, «che concentra l'attenzione sulle storie paurose e criminali intorno alla figura di papa Alessandro VI» e che porterà «ad una demonizzazione di tutta la famiglia e del papa stesso», al quale verrà attribuito, addirittura, «un patto con il diavolo» e, per ultimo, «l'erotismo e la sessualità, da sempre punto focale rispetto all'interpretazione del ruolo delle figure femminili della famiglia».
Lucrezia Borgia sarebbe infatti «una delle figure storiche femminili adatte a proporre un modello alle fantasie maschili». Ciò si ritrova nella raffigurazione di Lucrezia nella tragedia di Hugo: la donna è rappresentata come un mostro, poiché se «da una parte ella rappresenta il senso massimo della buona e amorevole madre, pronta a sacrificarsi per amore di suo figlio, dall'altra è la femme fatale, assassina di uomini, bella ma crudele che si vendica per ogni offesa con il suo orribile veleno». Il poeta francese «non trova in lei l'ideale femminile, perché la donna "buona" non è desiderabile in quanto è madre, mentre la donna desiderabile è diabolica perché seduce l'uomo verso il peccato». Secondo Hermann-Röttgen sarebbe «l'interesse per l'erotismo e per la sessualità» in riferimento «alla leggenda dei Borgia» che ha permesso alla raffigurazione di Lucrezia come femme fatale di sopravvivere fino ai giorni nostri in nuove opere letterarie.

## Discendenza
Dal primo matrimonio Lucrezia non ebbe figli, tuttavia pare che nel marzo 1498 abbia avuto un figlio da Pedro Calderón, messo del padre. Di questo presunto figlio, partorito nel monastero di San Sisto, si sa poco. Nel caso fosse nato realmente, la storica inglese Sarah Bradford ipotizza che possa essere morto alla nascita o poco dopo: l'ipotesi nasce dal fatto che Lucrezia terminò molte gravidanze con un aborto. Altri storici lo hanno identificato con l'Infans Romanus, l'infante romano, al secolo Giovanni Borgia. In questo caso, anche il padre del bambino è misterioso: Alessandro VI in una bolla papale, attribuisce la paternità al figlio Cesare, ma in seguito, con una bolla segreta nel settembre 1502, la attribuisce a sé; questi particolari non hanno fatto altro che alimentare le dicerie di un rapporto incestuoso all'interno della famiglia Borgia. Ebbe figli dal suo secondo e terzo matrimonio e, oltre a quelli noti, si crede che possa averne avuti altri tre morti infanti, uno dal suo secondo marito e due dal terzo.
Dal secondo matrimonio, dopo aver abortito una bambina il 16 febbraio 1499, Lucrezia ebbe:
| Nome              | Nascita | Morte | Note |
| ----------------- | ------- | ----- | --- |
| Rodrigo d'Aragona | 1499    | 1512  | Primo e unico figlio di Lucrezia e Alfonso d'Aragona, figlio illegittimo del re Alfonso II di Napoli. Dopo l'assassinio del padre e le nuove nozze della madre, il bambino fu affidato a Francesco Borgia, cardinale di Cosenza. Rodrigo e la madre non si videro più da quando ella, il 6 gennaio 1502, partì per Ferrara dal terzo marito, tuttavia continuò da lontano a occuparsi del figlio. Morto papa Alessandro VI, il bambino fu affidato alla cura prima della zia Sancia d'Aragona e poi di Isabella d'Aragona. Morì a Bari nel 1512 di malattia. |

Dal terzo matrimonio, con Alfonso I d'Este, oltre a quattro aborti spontanei e un parto prematuro nel 1502 al settimo mese di gravidanza (che portò alla morte della sua prima figlia) Lucrezia ebbe:
| Nome                  | Nascita | Morte | Note |
| --------------------- | ------- | ----- | --- |
| Alessandro d'Este     | 1505    | 1505  | Al bambino venne messo nome Alessandro in onore del nonno materno. In seguito al parto, Lucrezia cadde ammalata di febbre puerperale ma si riprese. Il bambino invece, un mese dopo la nascita, si ammalò gravemente e morì nell'ottobre del 1505. Venne sepolto presso il monastero del Corpus Domini. |
| Ercole II d'Este      | 1508    | 1559  | Erede di Alfonso I d'Este, successe al padre nel 1534, e poté approfittare della quiete relativa stabilitasi in Italia in conseguenza del predominio spagnolo, destreggiandosi abilmente tra Francia e Spagna, sebbene inclinazioni e rapporti personali lo legassero di più alla Francia. Quando però Enrico II di Francia riprese nel 1551 l'attività militare nella penisola, Ercole II lo appoggiò, assumendo nel 1556 il comando della lega formatasi in funzione antimperiale tra Francia, Stato Pontificio e Ferrara. Negli anni del suo governo Ferrara divenne uno dei centri principali della Riforma in Italia, perché sua moglie, Renata di Francia, convertitasi alle idee di Calvino, protesse i riformati, tanto da venire a contrasto con il marito che la fece confinare nel castello degli Este per volere del papa Paolo III. |
| Ippolito II d'Este    | 1509    | 1572  | Nel 1519, a soli dieci anni, ricevette la cresima e gli ordini minori; lo zio cardinale Ippolito d'Este, da cui aveva ripreso il nome, gli cedette l'arcivescovato di Milano (senza però le laute rendite dello stesso, che si era riservato fino alla morte, avvenuta nel 1520) e il 20 maggio ottenne da Leone X l'investitura episcopale. Papa Paolo III lo creò cardinale nel concistoro del 20 dicembre 1538. Visse a lungo alla corte di Francesco I di Francia, che lo nominò più volte nei conclavi come suo candidato. Rinunciò al governo pastorale dell'arcidiocesi di Milano il 19 marzo 1550, ma riebbe l'amministrazione apostolica nel 1555, a cui rinunciò nuovamente il 16 dicembre 1556. Nel 1552 fu nominato governatore di Siena. Morì a Roma dopo breve malattia nel pomeriggio del 2 dicembre 1572.                        |
| Alessandro d'Este     | 1514    | 1516  | Nato il 1º aprile 1514, morì a due anni. |
| Eleonora d'Este       | 1515    | 1575  | I duchi di Ferrara le misero nome Eleonora in onore della nonna paterna Eleonora d'Aragona, figlia del re Ferdinando I di Napoli, morta anni prima. Crebbe a Ferrara e a quattro anni perse la madre. Eleonora fu l'unica figlia femmina a sopravvivere ai genitori. Divenne badessa al Corpus Domini e alla morte venne sepolta nel monastero del Corpus Domini accanto alla madre e ad altri membri della famiglia. |
| Francesco d'Este      | 1516    | 1578  | Come capitano della cavalleria leggera, fu spedito dal fratello Ercole II d'Este in aiuto di Carlo V nel maggio del 1536 in Lombardia. Si sposò con Maria de Cardona, marchesa di Padula e di Avellino. Da questa non ebbe prole mentre ebbe invece due figlie da una donna rimasta sconosciuta: Bradamante d'Este e Marfisa d'Este. Entrambe le bambine vennero legittimate alcuni anni dopo la loro nascita sia dal papa Gregorio XIII sia dal duca di Ferrara Alfonso II d'Este. Francesco venne nominato da Paolo III marchese di Massa Lombarda, con diritto di trasmettere il titolo agli eredi maschi e facoltà di battere moneta. Nel 1559 fece costruire a Ferrara una Palazzina che, alla sua morte, passò in eredità a sua figlia Marfisa, da cui prese il nome di Palazzina di Marfisa d'Este.                                       |
| Isabella Maria d'Este | 1519    | 1521  | Visse due anni e fu sepolta presso il monastero del Corpus Domini accanto alla madre e al fratello Alessandro d'Este. |

## Ascendenza
|                              |   |                            | Genitori                  |  |  | Nonni |  |  | Bisnonni             |  |  | Trisnonni        |  |
|                              |   |                            |                           |  |  |       |  |  | Rodrigo Gil de Borja |  |  | Rodrigo de Borja |  |
|                              |   |                            |                           |  |  |       |  |  | Rodrigo Gil de Borja |  |  | Rodrigo de Borja |  |
|                              |   | Sabina Anglesola           |                           |  |  |       |  |  | Rodrigo Gil de Borja |  |  |                  |  |
| Jofré Gil Llançol i Escrivà  |   |                            |                           |  |  |       |  |  | Rodrigo Gil de Borja |  |  |                  |  |
|                              |   | Sibilia Escrivà i Pallarès | Andreu Escrivà i Pallarès |  |  |       |  |  |                      |  |  |                  |  |
|                              |   | Sibilia Escrivà i Pallarès | Andreu Escrivà i Pallarès |  |  |       |  |  |                      |  |  |                  |  |
|                              |   | Sibilia Escrivà i Pallarès | Sibilia de Pròixita       |  |  |       |  |  |                      |  |  |                  |  |
| Papa Alessandro VI           |   | Sibilia Escrivà i Pallarès |                           |  |  |       |  |  |                      |  |  |                  |  |
|                              |   | Domingos de Borja          | Domingo de Borja          |  |  |       |  |  |                      |  |  |                  |  |
|                              |   | Domingos de Borja          | Domingo de Borja          |  |  |       |  |  |                      |  |  |                  |  |
|                              |   | Domingos de Borja          | Caterina Doncel           |  |  |       |  |  |                      |  |  |                  |  |
| Isabel de Borja y Cavanilles |   | Domingos de Borja          |                           |  |  |       |  |  |                      |  |  |                  |  |
|                              |   | Francisca Marti Llançol    | …                         |  |  |       |  |  |                      |  |  |                  |  |
|                              |   | Francisca Marti Llançol    | …                         |  |  |       |  |  |                      |  |  |                  |  |
|                              |   | Francisca Marti Llançol    | …                         |  |  |       |  |  |                      |  |  |                  |  |
| Lucrezia Borgia              |   | Francisca Marti Llançol    |                           |  |  |       |  |  |                      |  |  |                  |  |
|                              | … | …                          |                           |  |  |       |  |  |                      |  |  |                  |  |
|                              | … | …                          |                           |  |  |       |  |  |                      |  |  |                  |  |
|                              | … | …                          |                           |  |  |       |  |  |                      |  |  |                  |  |
| Giacomo Cattanei             | … |                            |                           |  |  |       |  |  |                      |  |  |                  |  |
|                              |   | …                          | …                         |  |  |       |  |  |                      |  |  |                  |  |
|                              |   | …                          | …                         |  |  |       |  |  |                      |  |  |                  |  |
|                              |   | …                          | …                         |  |  |       |  |  |                      |  |  |                  |  |
| Vannozza Cattanei            |   | …                          |                           |  |  |       |  |  |                      |  |  |                  |  |
|                              |   | …                          | …                         |  |  |       |  |  |                      |  |  |                  |  |
|                              |   | …                          | …                         |  |  |       |  |  |                      |  |  |                  |  |
|                              |   | …                          | …                         |  |  |       |  |  |                      |  |  |                  |  |
| Menicia Pinctoris            |   | …                          |                           |  |  |       |  |  |                      |  |  |                  |  |
|                              |   | …                          | …                         |  |  |       |  |  |                      |  |  |                  |  |
|                              |   | …                          | …                         |  |  |       |  |  |                      |  |  |                  |  |
|                              |   | …                          | …                         |  |  |       |  |  |                      |  |  |                  |  |
|                              |   | …                          |                           |  |  |       |  |  |                      |  |  |                  |  |

## Lucrezia Borgia nella cultura di massa

### Teatro
- Lucrezia Borgia tragedia scritta da Victor Hugo nel 1833.

### Letteratura
- I Borgia, saggio romanzato appartenente alla raccolta I delitti celebri di Alexandre Dumas padre (1839).
- Lucrezia Borgia, Ferdinand Gregorovius (1874).
- I Borgia, romanzo di Sarah Bradford (1982).
- Lucrezia Borgia, biografia romanzata di Massimo Grillandi (1984).
- O Cesare o nulla, romanzo di Manuel Vázquez Montalbán (1998).
- La famiglia, romanzo di Mario Puzo (2001).
- Il rumore sordo della battaglia, romanzo di Antonio Scurati (2002).
- Alla corte dei Borgia, romanzo di Jeanne Kalogridis (2007).
- Il diario segreto di Lucrezia Borgia, romanzo di Joachim Bouflet (2010).
- L'oro di Polia, romanzo di Sebastiano B. Brocchi (2011).
- Assassin's Creed: Fratellanza, romanzo (basato sul videogame Assassin's Creed: Brotherhood) di Oliver Bowden (2011).
- La figlia del papa, romanzo di Dario Fo (2014).

### Cinema
- Lucrezia Borgia, regia di Ugo Falena - cortometraggio (1910) - Maria Caserini
- Lucrecia Borgia, regia di Antônio Leal - cortometraggio (1910) - Adelaide Coutinho
- Lucrezia Borgia, regia di Mario Caserini e Gerolamo Lo Savio - cortometraggio (1912) - Vittoria Lepanto
- Lucrezia Borgia, regia di Augusto Genina (1919) - Diana Karenne
- I Borgia, regia di (1921) - Irene-Saffo Momo
- Lucrezia Borgia, regia di Richard Oswald (1922) - Liane Haid
- Lucrezia Borgia; Or, Plaything of Power, regia di Edwin Greenwood - cortometraggio (1922) - Nina Vanna
- Don Giovanni e Lucrezia Borgia (Don Juan), regia di Alan Crosland (1926) - Estelle Taylor
- Cesare e Lucrezia Borgia (Lucrèce Borgia), regia di Abel Gance (1935) - Edwige Feuillère
- Lucrezia Borgia, regia di Hans Hinrich (1940) - Isa Pola
- La maschera dei Borgia (Bride of Vengeance), regia di Mitchell Leisen (1949) - Paulette Goddard
- Lucrezia Borgia (Lucrèce Borgia), regia di Christian-Jaque (1953) - Martine Carol
- Cesare e Lucrezia Borgia (Lucrèce Borgia), regia di Abel Gance (1953) - Edwige Feuillère
- Le notti di Lucrezia Borgia, regia di Sergio Grieco (1959) - Belinda Lee
- Le piacevoli notti, regia di Armando Crispino e Luciano Lucignani (1966) - Maria Grazia Buccella
- L'uomo che ride, regia di Sergio Corbucci (1966) - Lisa Gastoni
- Lucrezia, regia di Osvaldo Civirani (1968) - Olga Schoberová
- Il manichino assassino (Terror in the Wax Museum), regia di Georg Fenady (1973) - Rosa Huerta
- Racconti immorali (Contes immoraux), regia di Walerian Borowczyk (1973) - Florence Bellamy
- Lucrezia giovane, regia di Luciano Ercoli (1974) - Simonetta Stefanelli
- Le notti segrete di Lucrezia Borgia, regia di Roberto Bianchi Montero (1982) - Sirpa Lane
- Lucrezia Borgia, regia di Lorenzo Onorati (1990) - Lucia Prato
- Lucrezia Borgia, regia di Tonino del Colle (1994) - Francesca Benedetti
- E ridendo l'uccise, regia di Florestano Vancini (2005) - Marianna De Micheli
- Los Borgia, regia di Antonio Hernández (2006) - María Valverde
- La vera storia di Lucrezia Borgia, regia di Alessandra Gigante (2002)
- Lucrezia Borgia. Un'intervista impossibile, regia di Florestano Vancini - cortometraggio (2002) - Caterina Vertova
- Lucrezia Borgia, regia di Mike Figgis - cortometraggio (2011) - Katy Louise Saunders
- Lucrezia Borgia, regia di Frank Zamacona (2013) - Renée Fleming
- L'incantevole Lucrezia Borgia, regia di Marco Melluso e Diego Schiavo (2023) - Lucrezia Lante della Rovere.

### Televisione
- Witness to Yesterday - serie TV, 1 episodio (1976) - Alexandra Bastedo
- Lucrezia Borgia, regia di John Charles - film TV (1977) - Joan Sutherland
- Lucrezia Borgia, regia di Brian Large - film TV (1980) - Joan Sutherland
- I Borgia (The Borgias), miniserie TV, 9 puntate (1981) - Anne Louise Lambert
- La primavera di Michelangelo (A Season of Giants), regia di Jerry London - miniserie TV (1990) - Danja Gazzara
- Witchblade - serie TV, episodio 2x12 (2002) - Kate Levering
- Lucrezia Borgia, regia di Carlo Battistoni - film TV (2002) - Mariella Devia
- Imperia, la grande cortigiana, regia di Pier Francesco Pingitore - film TV (2005) - Chiara Claudi
- Lucrezia Borgia - film TV (2007) - Dīmītra Theodosiou
- Lucrezia Borgia, regia di Brian Large - film TV (2009) - Edita Gruberová
- I Borgia (The Borgias) - serie TV, 29 episodi (2011-2013) - Holliday Grainger
- I Borgia (Borgia) - serie TV, 38 episodi (2011-2014) - Izol'da Djušauk
- Comédie-Française in cinemas - serie TV, episodio 2x02 (2018) - Elsa Lepoivre.

### Fumetti
- Lucrezia, fumetto erotico di Renzo Barbieri e Giorgio Cavedon (1969)
- La Madonna della Ghirlanda, manga di Chiho Saitō (1993)
- Ombre a Ferrara, team-up tra Dago dell'Eura Editoriale, Martin Mystère della Sergio Bonelli Editore, e Diabolik dell'Astorina (2002)
- I Borgia, fumetto erotico di Milo Manara e Alejandro Jodorowsky (2007-2011)
- Cesare - Il creatore che ha distrutto, manga di Fuyumi Sōryō
- Cantarella, manga di You Higuri.

### Videogiochi
- Assassin's Creed: Brotherhood (2010)
- Assassin's Creed: Project Legacy, spin-off per Facebook (2010).

### Musica
- Lucrezia Borgia opera di Gaetano Donizetti, rappresentata per la prima volta al Teatro alla Scala il 26 dicembre 1833. Il libretto di Felice Romani è basato sulla tragedia di Victor Hugo (che tuttavia non apprezzò l'adattamento).
- Réminiscences de Lucrezia Borgia, S.400, composizione di Franz Liszt per pianoforte, basata sull'opera di Donizetti.
- Il gruppo thrash metal americano Megadeth ha dedicato una canzone alla figura di Lucrezia Borgia, intitolata appunto "Lucretia", dal loro album Rust In Peace.
- Il gruppo gothic rock britannico The Sisters of Mercy ha dedicato una canzone alla figura di Lucrezia Borgia, intitolata "Lucretia, My Reflection" e presente nell'album Floodland. La figura femminile di Lucrezia Borgia viene rivista dal cantante Andrew Eldritch nella bassista Patricia Morrison.

### Esplicative
1. ↑  Gli italiani definivano "marrani" i catalani originari di Valencia (Bradford, 2005, p. 26).
2. ↑  Pur conoscendosi appena, il fratellastro le lasciò ugualmente in eredità diecimila ducati (Bradford, 2005, p. 28).
3. ↑  Un membro della famiglia de Centelles è in seguito annotato tra i camerieri personali del papa, Raimonde de Centelles ebbe la carica di pronotaio e tesoriere di Perugia, mentre Gaspare di Procida provò a recarsi a Roma per fare valere i propri diritti, ma alla fine rinunciò in cambio di un risarcimento in denaro (Gregorovius, 1874, pp. 41-42).
4. ↑  Il palazzo era situato a sinistra della basilica di San Pietro, venendo distrutto quando in quell'area fu costruito il colonnato del Bernini (Chastenet, 1996, p. 55).
5. ↑  In seguito lo Sforza chiese al suocero 5 000 ducati con il quale pagare i debiti, Alessandro VI acconsentì e anzi, aggiunse 30 000 ducati alla dote, a condizione che Giovanni consumasse il matrimonio: «Stipuliamo che [...] tu venga presso di noi per la piena consumazione del matrimonio con detta tua moglie», scrisse il papa il 15 settembre 1493 (Chastenet, 1996, p. 65).
6. ↑  Alessandro VI era infatti accusato di simonia dal cardinale Giuliano della Rovere, fuggito in Francia per chiedere a re Carlo VIII la convocazione di un Consiglio Generale per deporre il Papa. Nel frattempo anche il cardinale Sforza era fuggito da Roma e unitosi ai Colonna, richiedeva anch'esso la deposizione del pontefice. Nonostante queste preoccupazioni, Alessandro VI si lamentò molto di non ricevere notizie dalla figlia, come nell'occasione in cui a Roma giunsero false voci che davano Lucrezia morta o malata in modo gravissimo, le quali gettarono il Papa nell'angoscia. Successivamente la rimproverò aspramente per la sua incostanza nello scrivergli. (Bradford, 2005, pp. 42-44).
7. ↑  Per esempio si congratulò con il padre per i risultati che si sarebbero potuti ottenere dall'incontro tra Alessandro e Alfonso II di Napoli avvenuto a luglio a Vicovaro e per la possibilità di un accordo tra i Borgia e i Colonna, come infatti avvenne (Bradford, 2005, p. 46).
8. ↑  Questa frase è stata da molti considerata un'allusione all'incesto fra Lucrezia e il padre, tuttavia nulla di questo è presente nella corrispondenza fra Ascanio Sforza e il legato di Milano Stefano Taverna che, essendo intimo di Giovanni, avrebbe potuto avere delle confidenze da parte di quest'ultimo (Bradford, 2005, p. 54).
9. ↑  Il cronista Pietro Marzetta narra che Lucrezia fece nascondere in camera un certo Giacomino, familiare dello Sforza, in modo che assistesse ad un suo colloquio con il fratello Cesare, dal quale sarebbe risultato che i Borgia volessero uccidere Giovanni Sforza. Andato via il fratello, Lucrezia avrebbe intimato a Giacomino di informare subito il suo padrone. Un altro cronista pesarese, Bernardo Monaldi, scrisse che il Papa aveva intenzione di togliere la sposa al duca di Pesaro, o ammazzarlo: «ma esso, ciò risaputo dalla moglie, sopra un cavallo tornò qui [a Pesaro]» (Necci, 2017, p. 220).
Altri invece non credono che tutto ciò sia avvenuto: uccidere Giovanni sarebbe probabilmente stato un errore politico per i Borgia, vista la sua parentela con Ludovico il Moro e con il cardinale Ascanio, e inoltre se avessero voluto farlo non ne avrebbero messo al corrente Lucrezia (Gervaso, 1977, pp. 202-203).
10. ↑  Da Milano il ferrarese Antonio Costabili scrisse al duca Ercole d'Este, che Giovanni Sforza si era recato dal Moro per cercare di convincere il Papa a far tornare la moglie da lui, ma che il pontefice aveva rifiutato, adducendo come motivo la non consumazione delle nozze. Alle domande del Moro, Giovanni aveva respinto l'accusa: «Et che havendolo Sua Sublimità recercato se lo è vero [riguardo l'impotenza] li ha resposto de no. Anzi, haverla conosciuta infinite volte. Ma ch'el papa no gel'ha tolta per altro si non per usare con lei» (Bradford, 2005, p. 59).
11. ↑  Un inviato ferrarese disse che ella aveva litigato con il padre, probabilmente per le procedure d'annullamento, altri dissero che volesse farsi monaca, mentre altri dissero che il papa avesse mandato il conestabile della polizia a riprenderla, ma lei si fosse rifiutata di partire (Bradford, 2005, p. 58).
12. ↑  Giovanni provò a rendere meno dura la sconfitta rifiutandosi di restituire la dote di Lucrezia, ma gli fu permesso di riavere indietro solo i gioielli e gli altri oggetti che aveva donato alla moglie. (Melotti, 2008, p. 55).
13. ↑  L'ambasciatore veneziano Paolo Capello aveva scritto che Cesare aveva inseguito e ferito Perotto davanti al pontefice, che aveva tentato invano di proteggere il suo messo, tanto che «il sangue saltò in faccia al Papa». Il bolognese Cristoforo Poggio scrisse il 2 marzo 1498 che Perotto, primo cameriere del pontefice, era sparito essendo in prigione «per aver ingravidato la figliola di S. S.tà M.na Lucrezia» (Sacerdote, 1950, pp. 240-241).
14. ↑  Come ringraziamento al papa per aver acconsentito all'annullamento del proprio matrimonio con Giovanna di Valois permettendogli così di sposare Anna di Bretagna, Luigi XII aveva offerto a Cesare la mano di Charlotte d'Albret e il ducato di Valentinois (Melotti, 2008, pp. 67-69).
15. ↑  Scrive l'ambasciatore Cattaneo, «la notte alle nove perse il bambino o la bambina, non si sa»: era infatti incinta di tre mesi (Cloulas, 1989, pp. 221-222).
16. ↑  Il giorno dopo, Vincenzo Calmeta, segretario papale, scrisse alla sua ex protettrice, la duchessa d'Urbino, che secondo l'opinione comune il mandante del tentato omicidio era Cesare Borgia (Bradford, 2005, p. 85).
17. ↑  È possibile che Cesare si fosse effettivamente affidato agli Orsini per compiere il delitto e che in seguito, dal momento che Alfonso sopravvisse alle ferite, avesse elaborato una nuova azione contro di lui. (Bradford, 2005, p. 87).
18. ↑  Secondo Sarah Bradford, Lucrezia doveva dare grande importanza a quelle lettere e al suo ritorno a Roma le recuperò e in seguito le portò con sé a Ferrara. Sono state ritrovate tra altre sue carte nell'archivio estense di Modena (Bradford, 2005, pp. 91-94).
19. ↑  Nei secoli successivi sarebbero comunque sorte voci malevole su questo matrimonio: «E per acquistare la sicurezza dell'avvenire, [Ercole d'Este] si trova costretto a piegare il suo orgoglio e ad imporre al vedovo figlio Alfonso di sposare la bastarda di un Papa, la malfamata Lucrezia Borgia, passata già per tante mani di mariti e di amanti. Si poteva ben dire: tutto è perduto, anche l'onore!» scrive ad esempio Giuseppe Pardi curatore de Diario Ferrarese dall'anno 1476 sino al 1504 di Bernardino Zambotti, Rerum italicarum scriptores, pp. XXIV (a cura di Giuseppe Pardi). L'evento finì tra le malevole compilazioni di vita privata scritte dai misteriosi Silvio e Ascanio Corona: «Ma come se fosse fatale alla sua casa di prendere per spose dame che ad altri avevano de le loro corpi fatto copia, [Alfonso d'Este] prese a suo tempo per moglie Lucretia Borgia, donna celebre invero, ma inpudicissima» (Corona, 2013, p. 205).
20. ↑  Nominato duca di Sermoneta, Rodrigo sarebbe stato affidato alla custodia di Francesco Borgia, vescovo di Cosenza, con un appannaggio di 15 000 ducati (Bradford, 2005, p. 107).
21. ↑  La sera stessa i ferraresi spedirono i loro rapporti alle autorità a Ferrara. Gian Luca Castellini concludeva la sua missiva al duca d'Este affermando che su Lucrezia «non si debba né possa suspicare alcuna cosa sinistra»: questa conclusione dimostra quanta fosse l'apprensione che gli Este provavano per la Borgia (Chastenet, 1996, pp. 186-187).
22. ↑  Il cardinale Ippolito donò alla sposa, oltre all'anello nuziale, anche uno scrigno con splendidi gioielli. In caso di scioglimento del matrimonio i gioielli sarebbero però tornati alla famiglia Este, mentre l'anello era un dono personale (Cloulas, 1989, pp. 271-272).
23. ↑  Il 18 gennaio, Lucrezia e il suo immenso seguito erano giunti a Urbino, dove il duca Guidobaldo da Montefeltro e la moglie Elisabetta Gonzaga avevano messo a disposizione il loro palazzo per lei. La duchessa accompagnò Lucrezia a Pesaro, poi, nei giorni successivi, il corteo passò per Rimini, Cesena, Forlì, Faenza, Imola. Il 28 gennaio, Lucrezia giunse a Bologna, accolta da Giovanni II Bentivoglio e dalla moglie Ginevra Sforza, zia di Giovanni Sforza, primo marito di Lucrezia.
24. ↑  Lucrezia affermava che avrebbe volentieri pagato 25 000 ducati per non aver mai conosciuto la duchessa d'Urbino, Elisabetta Gonzaga, per non arrossire di vergogna adesso che Cesare aveva conquistato la città (Bellonci, 2011, pp. 338-339).
25. ↑  Le condizioni stabili avevano permesso in un primo tempo al Valentino, giunto a Ferrara a trovare la sorella, di partire per la corte francese assieme al cognato Alfonso, seppur in un primo momento egli avesse deciso di restare accanto alla moglie (Cloulas, 1989, p. 362).
Quando la situazione peggiorò Alfonso fu avvertito dal padre di tornare e sia lui che Cesare tornarono da Lucrezia. Cesare ad esempio si rese utile tenendole il piede durante un salasso e cercando di divertirla e di distrarla, mentre Alfonso fu probabilmente consigliato da Ercole di restare al fianco della moglie e di farsi vedere spesso insieme a lei (Bellonci, 2011, p. 343).
26. ↑  In una delle loro missive Lucrezia suggerì al Bembo di celare le loro libertà amorose non riferendosi a lei direttamente ma chiamandola con le iniziali FF. Non è chiaro il significato di tale abbreviazione. Secondo alcuni storici si potrebbe rifare alla parola fiat che i pontefici ponevano in fondo alle suppliche accettate, mentre secondo Maria Bellonci la sua origine andrebbe ricercata nella cosiddetta medaglia dell'amorino bendato, che mostra su un lato il profilo di Lucrezia e sull'altro la presenza della sigla FPHFF. Tale sigla, da alcuni interpretata come il nome dell'incisore della medaglia, potrebbe essere il codice di un'impresa nella quale le ultime due lettere si riferiscono alla stessa Lucrezia. «Che cosa volessero dire» afferma la Bellonci «lo sapevano in due: ed è rimasto un loro segreto» (Bellonci, 2011, p. 358 e p. 362).
27. ↑  Restano nove lettere della loro corrispondenza, fra cui due in spagnolo, conservate nella Biblioteca Ambrosiana di Milano (Cloulas, 1989, pp. 366-367). All'Ambrosiana, in una teca, è conservato anche un biondo ciuffo di capelli di Lucrezia. (La ciocca di capelli di Lucrezia Borgia Archiviato il 4 dicembre 2010 in Internet Archive.).
28. ↑  Daniela Pizzagalli suppone che questa relazione non possa aver avuto coinvolgimento fisico, poiché Alfonso d'Este teneva sotto stretta sorveglianza la moglie, vietandole di incontrare uomini sospetti (Pizzigalli, 2001, pp. 226-238). Alessandra Necci sostiene invece che «per quanto si siano ispirati al petrarchismo, è probabile che Lucrezia e Pietro abbiano a un certo punto abbandonato la fase romantica per arrivare a momenti di intensa fisicità» (Necci, 2017, p. 392). Secondo Sarah Bradford, Lucrezia «viveva nella cerchia ristretta della corte e veniva spiata di continuo» (Bradford, 2005, p. 173.).
29. ↑  Stando a Geneviève Chastenet, Lucrezia rimase certamente «affascinanta dall'espressiva bruttezza del marchese di Mantova» (Chastenet, 1996, p. 280), che stando a Sarah Bradford era «dotato di fascino e di un potente magnetismo sessuale», che ricordava a Lucrezia gli uomini della sua famiglia (Bradford, 2005, pp. 194-196).
30. ↑  A opinione di Daniela Pizzagalli, la relazione sarebbe rimasta essenzialmente allo stato epistolare, data la rigida sorveglianza di Alfonso, l'estrema difficoltà a incontrarsi e la sifilide che costringeva Francesco a letto per lunghi periodi (Pizzigalli, 2001, pp. 226-238.). La storica Sarah Bradford sostiene invece, in base ai precedenti (ossia gli amanti di Lucrezia e l'ipersessualità di Francesco), che fosse «difficile credere che non vi fosse tra loro anche dell'altro», sottolineando inoltre come il loro amore illecito sarebbe stato stimolante per Lucrezia data la gelosia di Isabella d'Este e dall'odio che intercorreva tra il marito Alfonso e Francesco (Bradford, 2005, pp. 194-215). Alessandro Luzio sostiene che non fossero giunti a una consumazione fisica, ma sostiene comunque la presenza di una relazione «colpevole almeno moralmente di Francesco Gonzaga con Lucrezia» (Necci, 2017, p. 439 e p. 468). Pure Alessandra Necci ritiene «assai probabile» che i due cognati siano stati amanti, «date le nature di entrambi» (Necci, 2017, p. 439). Antonio Spinosa sostiene l'amore fra i due, ma crede che i cognati non siano riusciti ad avere la possibilità di consumarlo (Spinosa, 1999, pp. 258-259).
31. ↑  Ferrante morì in prigione nel 1540 dopo 34 anni di carcere. Giulio invece, dopo 53 anni di prigionia, fu liberato dal pronipote Alfonso II d'Este all'età di 81 anni (Cloulas, 1989, p. 381).
32. ↑  Dopo la morte del Valentino, Lucrezia si rivolse ad Alfonso e probabilmente anche a Francesco. Scrisse tutti i giorni al marito, congratulandosi del favore concessogli dal re di Francia, mentre lui cercò di consolarla del lutto. Con ciò che ci è pervenuto, Lucrezia non scrisse a nessun altro nel periodo successivo alla morte di Cesare e se anche si fosse confidata al Gonzaga, le lettere sono andate perdute (Bradford, 2005, p. 242).
33. ↑  Lo storico Ivan Cloulas sostiene la tesi secondo cui l'autore dell'omicidio sarebbe stato Masino dal Forno, sgherro degli Este: incolpando Masino, si sarebbe dovuto incolpare anche Alfonso d'Este, che avrebbe dato il suo consenso all'omicidio per liberarsi dell'intermediario tra Francesco e Lucrezia (Cloulas, 1989, pp. 386-387). Tesi sostenuta anche da alcuni versi di Gerolamo Casio:«Ercole Strozzi cui fu dato morte / per aver di Lucrezia Borgia scritto» (Pizzigalli, 2001, p. 245). Pizzigalli sostiene invece che l'omicidio sia stato attuato dai parenti di Ercole Bentivoglio, primo marito di Barbara Torelli (moglie di Ercole Strozzi), che non perdonavano alla donna la perdita dell'enorme dote: «È quindi plausibile che la mano armata giungesse da quella parte, ma non senza connivenze in alto loco: connivenze morivate dal ruolo di mezzano dello Strozzi, che gli Estensi non potevano perdonargli» (Pizzigalli, 2001, pp. 244-245.). Anche Alessandra Necci sostiene che gli Este siano stati conniventi nell'omicidio, coprendo gli assassini, essendo gli unici a poter «offrire tutte le garanzie di immunità» (Necci, 2017, pp. 470-472).
34. ↑  Riuscì a divenire l'erede del figlio ma il processo per recuperarne l'eredità fu molto lungo e si concluse nel 1518 (Bradford, 2005, p. 282).
35. ↑  I due poeti, devoti agli Aragona, ripresero le insinuazioni dell'incesto con il padre e i fratelli, pubblicando mordaci epigrammi. Alessandro e Cesare in particolare erano considerati la causa, dai due poeti napoletani, della caduta degli Aragonesi (Gregorovius, 1874, pp. 166-167).
36. ↑  Per il finale, Cesare aveva organizzato una gara con in premi vesti e scarpe per chi si fosse congiunto con più cortigiane (Bellonci, 2011, pp. 233-234).
37. ↑  In seguito durante le feste nuziali a Ferrara anche Ercole d'Este aveva ordinato «una commedia sporcissima fra le altre che non erano pulite» per augurare un matrimonio fecondo al figlio e alla sua sposa (Bellonci, 2011, p. 236).
38. ↑  Secondo alcuni storici come il Guicciardini, Seadeddin, il cronista Marin Sanudo o lo storico Paolo Giovio, i Borgia avrebbero usato la cantarella in occasione dell'uccisione del principe Cem. Secondo questi storici il veleno sarebbe stato l'arma preferita dai Borgia, ma all'epoca il suo uso era comunque entrato nella consuetudine (Chastenet, 1996, pp. 93-94).
39. ↑  La professoressa Gabriella Zarri, nell'articolo Il Rinascimento di Lucrezia Borgia, fa significativamente osservare che «tutte le biografie di Lucrezia pubblicate dopo il libro della Bellonci sono state prodotte, sino a tempi recentissimi, da studiosi stranieri». La professoressa afferma che «Il silenzio unanime […] della recente storiografia italiana sulla duchessa di Ferrara non sembra tanto imputabile al modello autoritrattivo del romanzo storico della Bellonci quanto piuttosto ascrivibile al perdurante peso ideologico della condanna della famiglia come responsabile della "ruina d'Italia"».

### Riferimenti
1. 1 2 3 4 5 6 7 8 9 10 11 12 13 14 15 16 17 18 19 20 21 22 23 24 25 26 27 28   Raffaele Tamalio, Lucrezia Borgia, duchessa di Ferrara, in Dizionario biografico degli italiani, Roma, Istituto dell'Enciclopedia Italiana. URL consultato il 20 marzo 2019.
2. ↑  Bradford, 2005, p. 87.
3. ↑  Cloulas, 1989, pp. 263-264.
4. 1 2  Bradford, 2005, pp. 290-291.
5. 1 2 3 4  Montanelli, 2003, p. 346.
6. ↑  Chastenet, 1996, p. 325.
7. 1 2 3  Bellonci 2011, p. 371.
8. 1 2  Cloulas, 1989, pp. 80-81.
9. 1 2  Gervaso, 1977, p. 362.
10. 1 2 3 4  Marion Hermann Röttgen.
11. 1 2  Gervaso, 1977, p. 379.
12. ↑  Bradford, 2005, p. 21.
13. ↑  Bradford, 2005, p. 25.
14. 1 2  Bradford, 2005, p. 23.
15. 1 2  Bradford, 2005, pp. 21-22.
16. ↑  Chastenet, 1996, p. 27.
17. ↑  Treccani.it. Canale Carlo.
18. ↑  Chastenet, 1996, p. 21.
19. ↑  Gregorovius, 1874, pp. 31-33.
20. ↑  Bradford, 2005, pp. 22-23.
21. ↑  Chastenet, 1996, p. 37.
22. ↑  Gregorovius, 1874, pp. 40-41.
23. ↑  Bellonci, 2011, p. 36, Chastenet, 1996, p. 33).
24. ↑  Bradford, 2005, p. 33.
25. ↑  Bradford, 2005, p. 27.
26. ↑  Bellonci, 2011, pp. 42-45.
27. ↑  Chastenet, 1996, pp. 55-56.
28. ↑  Gregorovius, 1874, pp. 52-53.
29. ↑  Chastenet, 1996, pp. 55-61.
30. ↑  Bellonci, 2011, p. 51.
31. ↑  Bradford, 2005, p. 34.
32. ↑  Bradford, 2005, p. 37.
33. ↑  Bradford, 2005, p. 38.
34. ↑  Bradford, 2005, pp. 42-44.
35. ↑  Bradford, 2005, pp. 49-52.
36. ↑  Bradford, 2005, p. 53.
37. ↑  Bradford, 2005, p. 55.
38. ↑  Bradford, 2005, p. 57.
39. ↑  Bradford, 2005, p. 58.
40. ↑  Bellonci, 2011, pp. 139-140.
41. ↑  Chastenet, 1996, p. 116.
42. ↑  Bradford, 2005, pp. 66-67.
43. ↑  I diarii di Marino Sanuto: (MCCCCXCVI-MDXXXIII) dall'autografo Marciano ital. cl. VII codd. CDXIX-CDLXXVII, Volume 1, Marino Sanudo, F. Visentini, 1879, p. 883.
44. 1 2 3 4 5 6  Bradford, 2005, p. 67.
45. ↑  Bradford, 2005, p. 69.
46. ↑  Bradford, 2005, p. 70.
47. ↑  Chastenet, 1996, p. 123.
48. ↑  Necci, 2017, pp. 250-252.
49. ↑  Bradford, 2005, p. 75.
50. ↑  Cloulas, 1989, p. 222.
51. 1 2  Bradford, 2005, p. 77.
52. ↑  Cloulas, 1989, p. 223.
53. 1 2  Cloulas, 1989, pp. 224-226.
54. 1 2  Cloulas, 1989, pp. 239-340.
55. ↑  Bradford, 2005, pp. 86-89.
56. ↑  Cloulas, 1989, p. 241.
57. ↑  Bradford, 2005, pp. 87-88.
58. ↑  Bellonci, 2011, pp. 199-200.
59. ↑  Cloulas, 1989, p. 242.
60. 1 2 3  Bellonci, 2011, p. 208.
61. ↑  Melotti, 2008, p. 88.
62. 1 2  Bellonci, 2011, p. 209.
63. 1 2  Bradford, 2005, p. 96.
64. ↑  Bradford, 2005, p. 100.
65. ↑  Cloulas, 1989, p. 264.
66. 1 2  Bradford, 2005, p. 103.
67. 1 2  Cloulas, 1989, p. 262.
68. ↑  Chastenet, 1996, p. 173.
69. ↑  Bellonci, 2011, p. 219.
70. ↑  Chastenet, 1996, p. 192.
71. ↑  Bradford, 2005, p. 121.
72. ↑  Bellonci, 2011, p. 296.
73. ↑  Bellonci, 2011, pp. 296-297.
74. ↑  Bellonci, 2011, p. 299.
75. ↑  Bradford, 2005, p. 145.
76. ↑  Bellonci, 2011, pp. 330-331.
77. 1 2  Pizzigalli 2001, pp. 177 e 190-191.
78. ↑  Bradford, 2005, p. 174.
79. ↑  Bradford, 2005, p. 158.
80. ↑  Bellonci, 2011, p. 348.
81. ↑  Bradford, 2005, p. 167.
82. ↑  Bradford, 2005, p. 169.
83. ↑  Bellonci, 2011, pp. 333-334.
84. ↑  Bellonci, 2011, pp. 335-336.
85. ↑  Cloulas, 1989, pp. 366-367.
86. ↑  Melotti, 2008, p. 128.
87. ↑  Cloulas, 1989, p. 372.
88. ↑  Bradford, 2005, pp. 183-185.
89. ↑  Cloulas, 1989, p. 373.
90. ↑  Cloulas, 1989, pp. 373-374.
91. ↑  Bellonci, 2011, pp. 388-389 e pp. 393-394.
92. ↑  Cloulas, 1989, p. 378.
93. ↑  Cloulas, 1989, p. 371.
94. ↑  Gregorovius, 1874, p. 292.
95. ↑  Chastenet, 1996, pp. 265-266.
96. 1 2  Chastenet, 1996, p. 281.
97. ↑  Spinosa, 1999, p. 258.
98. ↑  Cloulas, 1989, p. 379.
99. ↑  Bellonci, 2011, pp. 443-444.
100. ↑  Bradford, 2005,  p. 240.
101. ↑  Bradford, 2005, p. 240.
102. 1 2  Bellonci, 2011, p. 449.
103. ↑  Cloulas, 1989, pp. 382-383.
104. ↑  Bellonci, 2011, p. 464.
105. ↑  Cloulas, 1989, p. 385.
106. ↑  Necci, 2017, pp. 466-467.
107. ↑  Bradford, 2005, p. 250.
108. ↑  (EN) NGV Solves Renaissance Portrait Mystery (PDF), su media.ngv.vic.gov.au, National Gallery of Victoria, 25 novembre 2008. URL consultato il 13 maggio 2013.
109. ↑  Cloulas, 1989, p. 388.
110. 1 2  Bellonci, 2011, p. 489.
111. ↑  Bellonci, 2011, pp. 492-498.
112. ↑  Cloulas, 1989, p. 389.
113. ↑   Storia delle repubbliche Italiane dei secoli di mezzo (Odt). URL consultato il 24 giugno 2021 (archiviato dall'url originale il 9 dicembre 2012).
114. ↑  Bradford, 2005, p. 272.
115. ↑  Bradford, 2005, p. 274.
116. ↑  Bradford, 2005, pp. 277-278.
117. ↑  Cloulas, 1989, p. 391.
118. 1 2 3  Cloulas, 1989, p. 392.
119. ↑  Bradford, 2005, p. 309 e p.316.
120. ↑  Bradford, 2005, p. 322.
121. ↑  Chastenet, 1996, p. 319.
122. ↑  Chastenet, 1996, p. 320.
123. ↑  Bellonci, 2011, p. 613.
124. 1 2  Chastenet, 1996, p. 351.
125. 1 2  Gervaso, 1977, pp. 203-205.
126. ↑  Bradford, 2005, p. 59.
127. 1 2 3 4  Bellonci, 2011, p. 141.
128. ↑  Melotti, 2008, p. 54.
129. 1 2  Bellonci, 2011, p. 150.
130. ↑  Gregorovius, 1874, p. 170.
131. ↑  Bellonci, 2011, pp. 483-484.
132. 1 2  Bellonci, 2011, p. 585.
133. ↑  Bradford, 2005, p. 89.
134. ↑  Bellonci, 2011, pp. 48-49 e p. 235.
135. 1 2  Bellonci, 2011, p. 235.
136. ↑  Chastenet, 1996, p. 178.
137. ↑  Gregorovius, 1874, p. 92.
138. ↑  Cloulas, 1989, p. 448.
139. ↑   Università di Ferrara. Iconografia di Lucrezia Borgia, su web.unife.it, comune.fe.it. URL consultato il 9 gennaio 2012 (archiviato dall'url originale il 29 gennaio 2016).
140. 1 2  Gregorovius, 1874, p. 341.
141. ↑  Gregorovius, 1874, pp. 166-167.
142. 1 2  Chastenet, 1996, p. 326.
143. ↑  Cloulas, 1989, p. 442.
144. ↑  Cloulas, 1989, pp. 442-444.
145. ↑  Cloulas, 1989, p. 444.
146. ↑  Cloulas, 1989, pp. 446-447.
147. ↑  Bradford 2005, p. 5.
148. ↑  Dumas, 2007, p. 52.
149. 1 2  Cloulas, 1989, pp. 448-449.
150. ↑  Gregorovius, 1874, p. 98.
151. ↑  Cloulas, 1989, pp. 451-452.
152. ↑  Bellonci, 2003, p. 524.
153. ↑   Quando Lucrezia Borgia è intervistata da Vancini, in La Repubblica, 1º ottobre 2002. URL consultato il 24 giugno 2021.
154. ↑  Johannes Burchard, Pope Alexander VI and his court; extracts from the Latin diary of Johannes Burchardus, New York, F. L. Brown, 1921 p. 105
155. ↑  Bradford, 2005, pp. 160-161.
156. ↑   Ercole II d'Este, in Dizionario biografico degli italiani, Roma, Istituto dell'Enciclopedia Italiana.
157. ↑   Ippolito II d'Este, in Dizionario biografico degli italiani, Roma, Istituto dell'Enciclopedia Italiana.
158. ↑  Bradford, 2005, p. 329.
159. ↑   Francesco d'Este, in Dizionario biografico degli italiani, Roma, Istituto dell'Enciclopedia Italiana.
160. ↑  Bradford, 2005, p. 325.